# طرابلس
طَرَابُلُسُ أو طَرَابُلُسُ الغَرْب: عاصمة دولة ليبيا، وأكبر مدنها. وهي في شَمال غرب البلاد، عند رأسٍ صخري مطل على البحر الأبيض المتوسط مقابل الرأس الجَنوبي لجزيرة صِقِلِّية. يحدها شرقًا: تاجوراء، وغربًا: جنزور، وجنوبًا: منطقة العزيزية، وشَمالًا: والبحر الأبيض المتوسط. ويتوسط مركز المدينة ميدان الشهداء والسراي الحمراء. توصف مدينة طرابلس بـ«عروس البحر المتوسط» لجمال بساتينها ومبانيها البيضاء. وسميت طرابلس باسم «طرابلس الغرب» لتمييزها عن «طرابلس الشام» الواقعة شمال لبنان. بلغ عدد سكانها مليونا و ثلاثمئة ألف نسمة سنة 2021 م.

## تاريخ

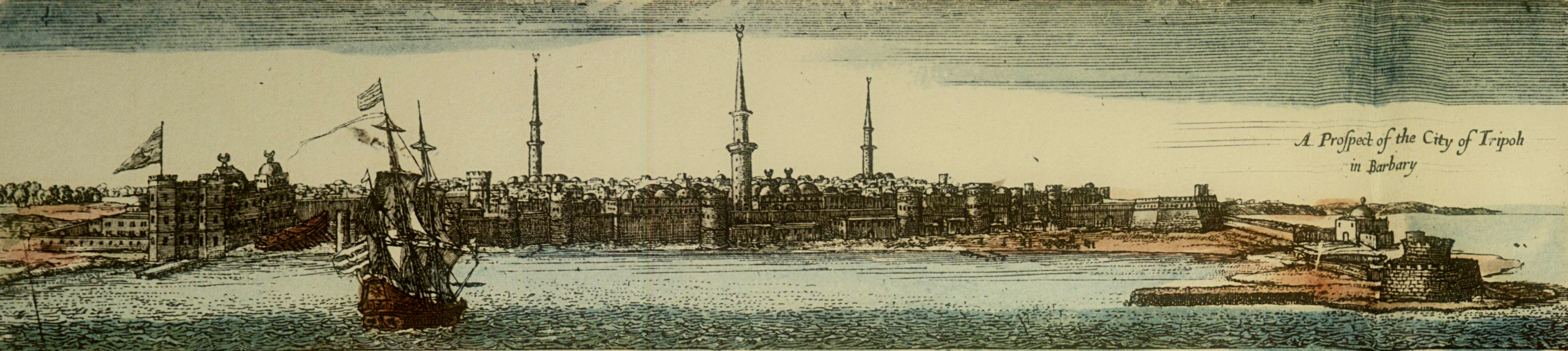
طرابلس عام 1675

### نشأة المدينة
نشأت طرابلس في القرن السابع قبل الميلاد زمن الفينيقيين حيث كانت محطة تجارية وسوق لتصريف المواد الأولية من أفريقيا السوداء، واستمر دور هذه المدينة في مجال التبادل بين الشمال والجنوب، فامتد اتصالهم باتجاه الجنوب ليغطي مجموعة أقطار «أفريقيا» بلاد السودان.
سبب تسميتها يعود تاريخه إلى الإغريق الذين أسموها «تريبـولي» (أي المدن الثلاث).
و قد عرفت المدينة باسم «أويا» أو «أويات بيلات ماكار» (أويات بلدة الإله ملقارت)، وقد اكتشف بمدينة طرابلس العديد من القبور الفينيقية والبونيقية، كما اكتشف بها مصنع فينيقي لإنتاج الفخار.

و يعتقد أيضاً أن إجراء المزيد من الحفريات في طرابلس (ويات) سيكشف عن عمق جذور الحضارة الفينيقية الكنعانية في التاريخ الليبي. «فهذه المدينة كانت دائما مبنية ومأهولة وبالتالي لم تتح الفرص لإجراء حفريات فيها على غرار الحفريات التي أجريت في صبراتة (صبراتا) ولبدة الكبرى. ورغم هذا فإن الحضارة الفينيقية جلية في المدن الكبرى الثلاث: لبدة الكبرى وويات وصبراتة. وهذه المعالم ما زالت موجودة وظاهرة ثم انتقلت إلى أعماق ليبيا. ويرى الباحثون أن اتجاهات أبواب قوس الإمبراطور الروماني ماركوس أوريليوس تمثل اتجاهات المدينة الفينيقية القديمة التي أقيمت عليها مدينة رومانية».

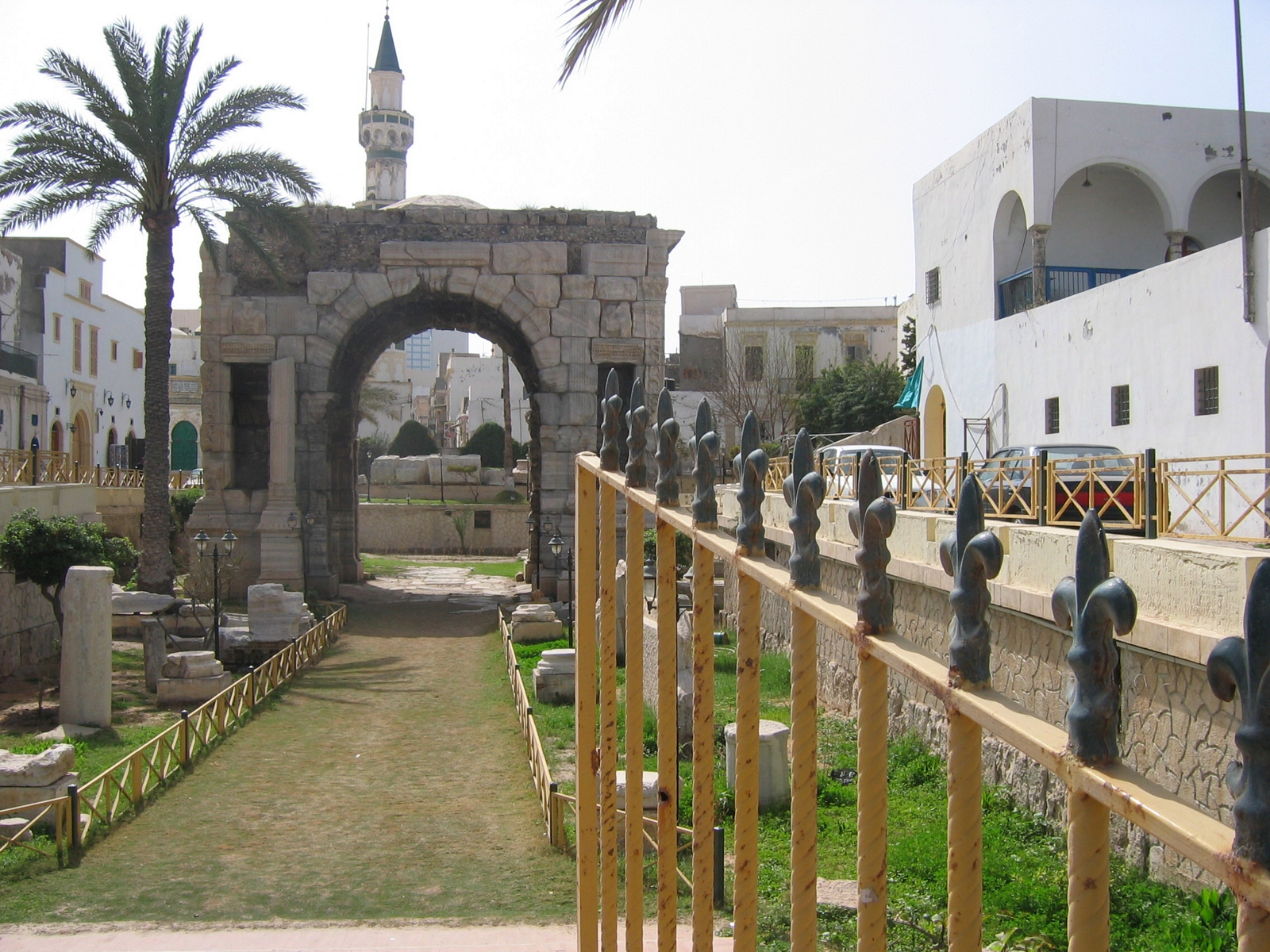
قوس ماركوس اوريليوس

### العهد الروماني
في العصر الروماني أقام الرومان منشآت رومانية لم يتبق منها سوى قوس النصر في البلدة القديمة والمعروف بقوس ماركوس أوريليوس نسبة لذلك الإمبراطور الروماني، وفي ذلك العهد أيضا منحت المدينة درجة المستعمرة زمن تراجان أواخر القرن الأول م حتى عهد الإمبراطور انطونيوس بيوس في القرن الثاني م. لتصبح ضمن إقليم طرابلس.
و خضعت المدينة لحكم الوندال (القرن5 م) وللحكم البيزنطي (القرن 6 م) وخلال غزوات الوندال ُدمرت أسوار لبدة وصبراتة وكان نتيجة ذلك نمو أويا وازدادت أهميتها بعد أن كانت الأقل أهمية في مدن طرابلس.

#### الفتح الإسلامي
وفي عام 645 م فتحها العرب المسلمون زمن خلافة عمر بن الخطاب، وبقيت المدينة تحت الحكم العربي بعد ذلك (ما عدا من 1146-1158 م عندما استولى عليها النورمان الصقليون)، واحتلها الإسبان من العام 1510 م وحتى أن سلموها لفرسان القديس يوحنا من مالطا العام 1531 م، الذين سيطروا عليها بدورهم حتى العام 1551 م، حيث استعان الطرابلسيون النازحون في المنطقة الشرقية من المدينة والمعروفة باسم تاجوراء بالعثمانيين للتخلص من الاحتلال المسيحي للمدينة المتمثل في الإسبان ومنظمة فرسان القديس يوحنا.

#### الإسبان وفرسان القديس يوحنا

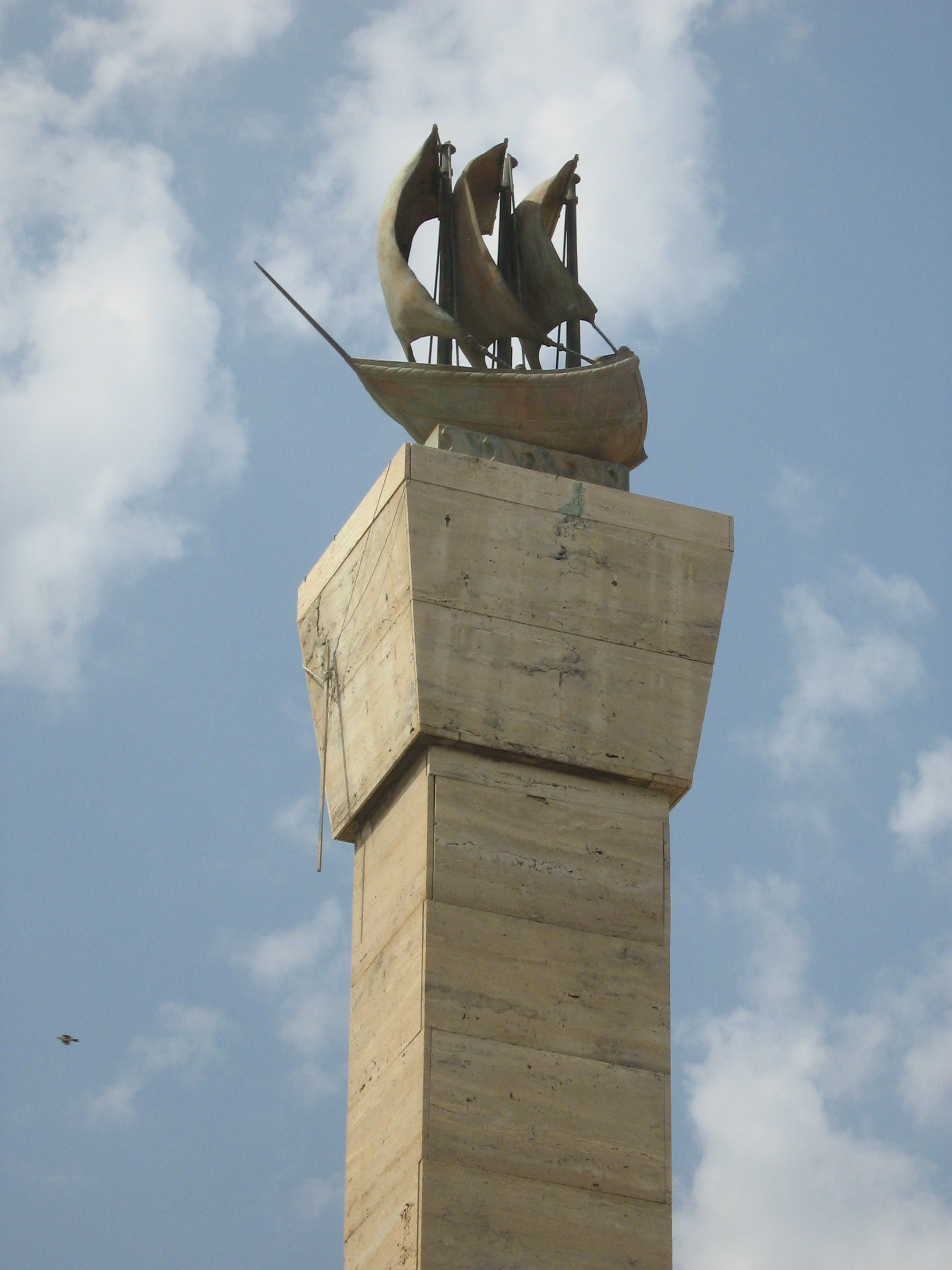
نُصُب في ميدان الشهداء يبرز ارتباط تاريخ طرابلس بأهمية موقعها البحري

مع بداية القرن السادس عشر شهدت منطقة حوض البـحر المتوسط صراعـاً بحرياً بين الدول الأوربية المتمثلة في المسيحيين الإسبان وبيـن المسلمين حيث اتجهت إسبانيا بقواتها لمهاجمة موانئ شمال أفريقيا واستولوا على المدن التالية:
سبتة طنجة تلمسان المرسى الكبير وهران بجاية وطرابلس سنة 1510م، وقد حاول الأهالي الطرابلسيون الدفاع عن مدينتهم باستماتة، وهذا ما ذكره الكونت «بتر ودي فارو» قائد الحملة الإسبانية على طرابلس، في رسالته المرسلة لنائب صقلية، إذ كتب: «.... لقد كان الطرابلسيون يقاومون مقاومة عنيفة».
وكان لإسبانيا أسبابًا لاحتلالها لمدينة طرابلس، أبرزها موقعها الاستراتيجي، ميناؤها الحصين، ثرواتها المتعددة التي رأى الأسبان ضرورة الاستفادة منها في تمويل جيوشهم فـي مواصلتهم الحـرب ضـد المسلمين، وكـذلك لجعلها قاعدة حربية إسبانية لصــد الهجمات المتتالية من الشرق والمتمثلة في الخط المعاكس ألا وهو «المد العثماني» الذي ظهر كقوة بحرية كبيرة في حوض البحر الأبيض المتوسط بقيادة «خير الدين بربروس» وخليفته «درغوت باشا» الذي مثل خطراً حقيقياً على الوجود الإسباني فـي دويلات شمال أفريقيا.
ويتضح من الرسائل المتبادلة، ما بين قائد الحملة الكونت «بترو دي نقارو» وملك صقلية، ورسالة قنصل البندقية في «باليرمو» مقاومة الشعـب الليـبي وشجاعته المنقطعة النظير، أما عن سياسة الإسبان داخل القطر الطـرابلـسي، فكانت تتسـم بالوحشية والتعصـب والظلــم، فقد عملوا على طرد جميع الطرابلسيين من المدينة، وجلب أكبر عـدد من المسيحيين بدلاً عنهم، ولم يقوموا بأي إصلاح يذكر، فقد أهملوا التجارة والصناعة والزراعة وأثقلـوا كاهل المواطنين بالضرائب، مما أدى إلى كساد التجارة وبور الأسواق، وهذا الضغط أدى إلى ظهور المقاومة الوطنية التي اتخذت مـن منطقة «تاجوراء» المتاخمة للعاصمة، مركزاً لها لشن الحملات الحربية ضـد الإسبان في الدويلة الليبية، وتمكنت من محاصرة الإسبان في طرابلس، إلا أن المحاولة لم يكتب له النجاح.
ونتيجة لاشتداد وتزايد المقاومة الوطنية، وتزايد الخطر العثمانيين فـي البحر، فإن الإسبان تنازلوا عن طرابلس لفرسان القديس يوحنا سنة 1530 ميلادي.

#### العهد العثماني

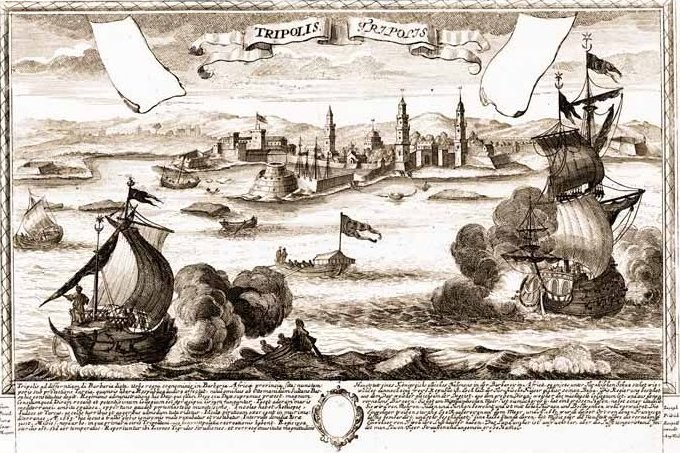
الاسطول العثماني يسيطر على طرابلس عام 1551

ناشد الطرابلسيون الدولة العثمانية باعتبارها دولة الخلافة الإسلامية، الدخول إلى طرابلس وإخراج فرسان القديس يوحنا، وقد تمكن العثمانيون من ذلك بقيادة القائد العسكري درغوت باشا الذي تزعّم المقاومة المتكونة من الجيش العثماني وأهالي طرابلس، واتخذ من تاجوراء مقرًا للقيادة، وبعد أن تم إخراج فرسان القديس يوحنا، فإن طرابلس أصبحت رسميًا ولاية تابعة للدولة العثمانية تحت اسم «ولاية طرابلس».
بعد أن تكونت طرابلس كمدينة، أصبحت هي نفسها في حاجة لأسواق للجملة والقـطاعي تخـدم الأهالي، لهذا ظهرت الحاجة الملحة لبناء مثل هـذه الأسواق والذي تركزت بصفة خاصة في الناحية الشرقية مـن المدينة القديمة.
ويرجع أسباب تمركز هذه الأسواق في هذه الناحية من طرابلس إلى قربها من البحر، وهو المنفذ الهام لتصريف الإنتاج واستقبال البضائع القادمة من بلاد الغرب، وكذلك لتكتل المصالح الإدارية والسياسية، فهي قريبة مـن مصـدر السلطة، ألا وهـي السراي الحمراء وذلك في عهد تبعيتها للدولة العثمانية، كـما يعود تمركزها إلى اعتبارات إستراتيجية، منها أن هذا القسم من المدينة غير معرض للقنابل البحرية، حيث أن مدى المدافع البحرية في ذلك الوقت لم يكن كافياً لتوصيل القذائف إلى هذه البقعة.
وبالطبع لم تكن هذه الأسواق لخدمة أهل المدينة وحدهم بل لجميع فئات الشعب، لأنها مركز تجمع البضائع من قبل أهالي الحضر والبدو، فغالباً ما يرتاد البدو المدينة لبيع أو شـراء ما يحتاجونه ويقفلون عائدين إلى منطقتهم.

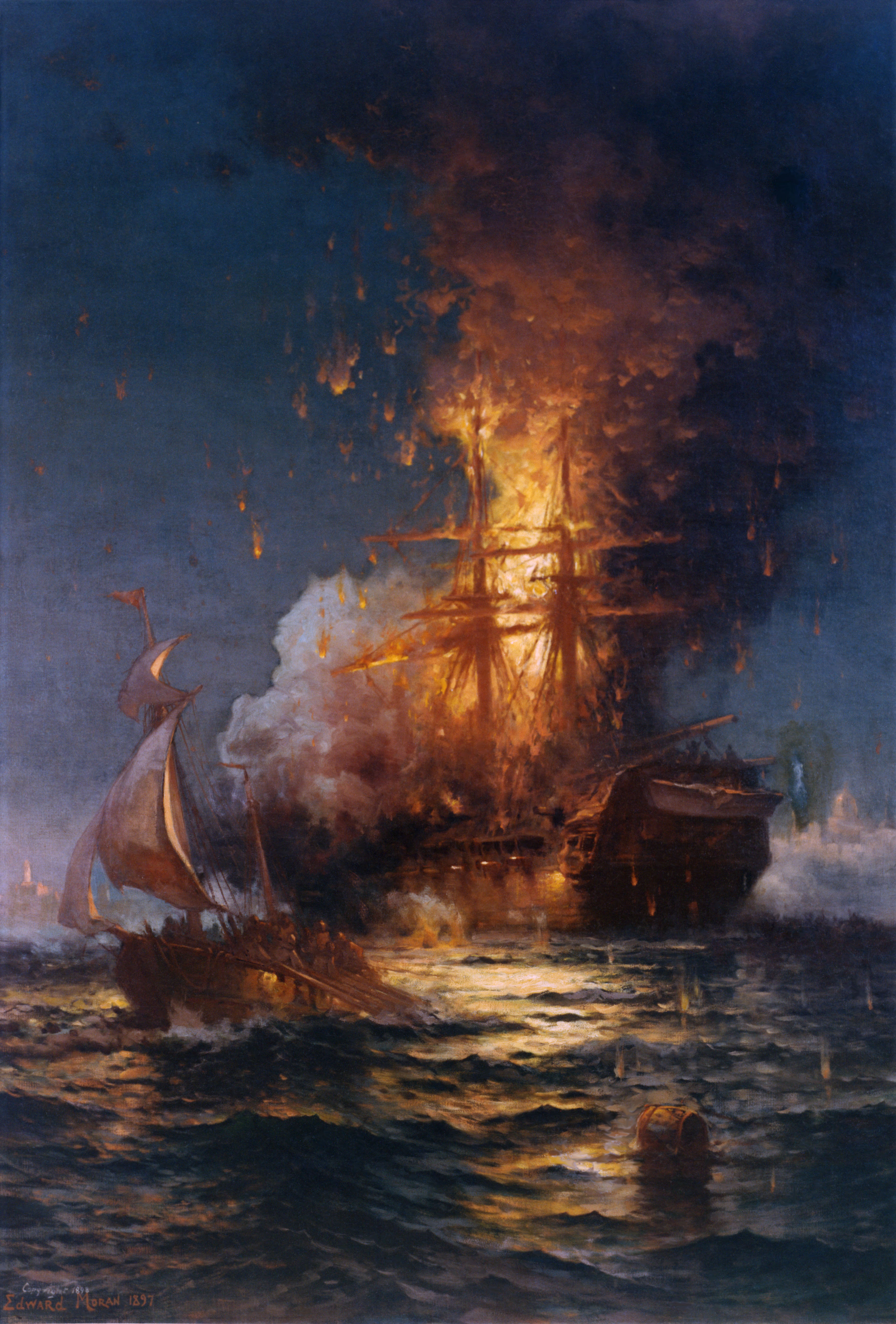
السفينة الأمريكية يو إس إس فيلادلفيا تحترق قبالة شواطئ طرابلس زمن حكم القرمانليين، إبان حربهم مع الولايات المتحدة

### القرة مانلي
حكمت الأسرة القرمانلية ليبيا بعد انفصال الوالي أحمد باشا بليبيا عن الخلافة العثمانية. وبهذا الانفصال فقد انتهى العهد العثماني الأول في ليبيا، وبدأ عهد القرمانليين، وتعد فترة حكم يوسف باشا القرمانلي هي الأبرز في تلك المرحلة، حيث خاض مواجهات بحرية مع الولايات المتحدة لبسط النفوذ
والسيادة في البحر الأبيض المتوسط، وبعد صراع شديد، فإن حرب القرنامليين انتهت مع الولايات المتحدة بتوقيع معاهدة سلام تلتزم فيها أمريكا بدفع ضرائب سنوية لباشا طرابلس، مقابل عدم التعرض لسفنها في البحر الأبيض المتوسط. بعد ذلك انفرط عقد العائلة القرمانلية، وعاد العثمانيون للحكم المباشر في طرابلس ليبدأ عهدهم الثاني.

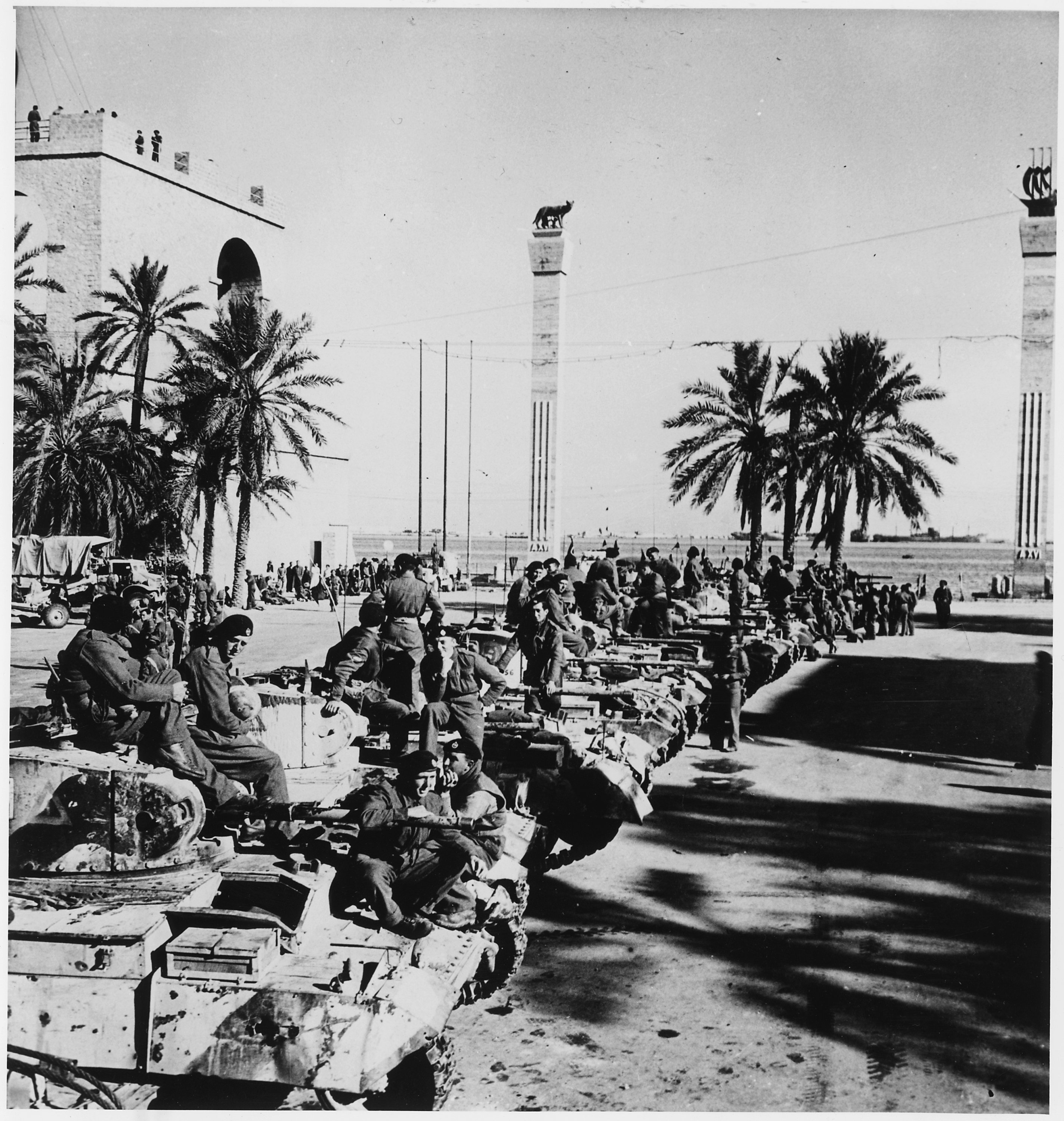
'طرابلس في الحرب العالمية الثانية

كانت تضم المدينة حوالي 36 مسجد و3 حمامات تاريخية ومدرستان ومستشفى يعرف بمستشفى الغربة القديم بشارع سيدى سالم المشاط كما تضم المدينة كنيسة وسجن للمسيحيين وعدد من المبانى التاريخية منها حوش القرمانلى وعدد من القنصليات التاريخية منها القنصلية الإنجليزية الهولندية الفرنسية - الواقعة في زنقة الفرنسيس - وقنصلية جنوا، بالإضافة إلى العديد من الأسواق القديمة.

### الاستعمار الإيطالي والانتداب البريطاني
مرت على ليبيا عمومًا وطرابلس على وجه الخصوص الكثير من الأحداث والمعارك، ثم أصبحت تحت الاحتلال الإيطالي بعد تعرض العثمانيين لهزائم في بلاد المشرق، واعتبر الإيطاليون أن ليبيا هي الشاطئ الرابع لإيطاليا، وحدثت مواجهات عنيفة بين القوات الإيطالية والمقاومة الشعبية المحلية بالتعاون مع بعض الضباط العثمانيين، ونتيجة لتلك المقاومة فإن الليبيين تمكنوا من تحقيق بعض المكاسب، ومن أهمها إعلان الجمهورية الطرابلسية، إلا أن الإيطاليين استمروا في السيطرة على المنطقة حتى هزيمتهم في الحرب العالمية الثانية، حيث بدأ الانتداب البريطاني الذي انتهى باستقلال البلاد عام 1951.
ويذكر أيضاً حكومة الشام آن ذاك نظمت مظاهرات ضد الإيطاليين وأمرت الناس بالصياح والصخب، فنزلوا إلى مظاهراتهم. وكان مما ابتكره رجال المظاهرات يردد من قبل الناس أثناء طوافهم شوارع دمشق قولهم:

 وأشباه ذلك من السخافات التي كانت تلجأ إليها الدولة على غير هدى، مجردة عن كل نية حسنة، بينما كانت الجيوش الأجنبية تطأ رقاب الآمنين من أبناء الوطن العزل من السلاح والعتاد.

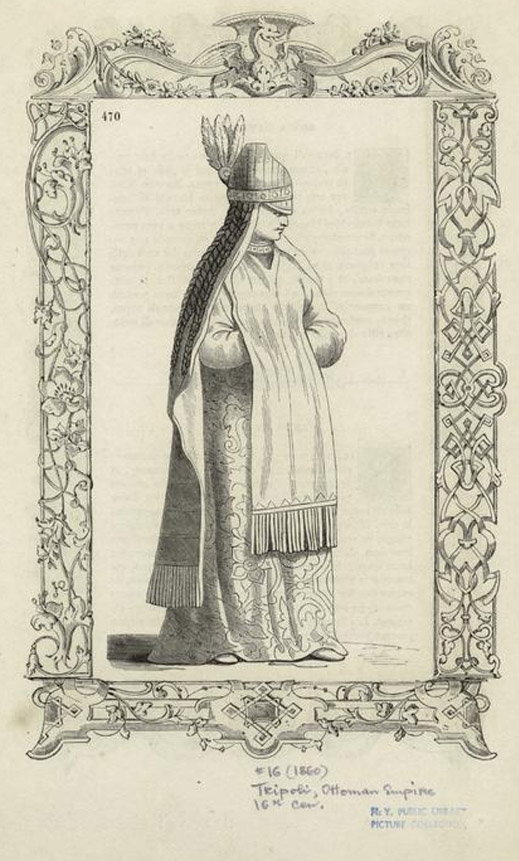
زي امرأة طرابلسية في القرن ال 16
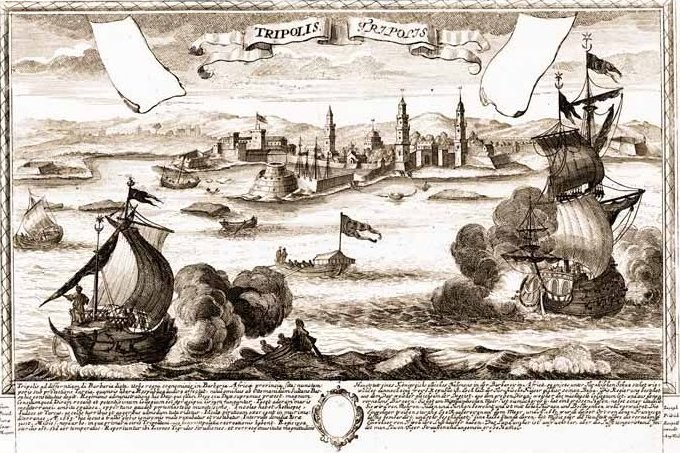
رسم لدخول الأسطول العثماني لطرابلس عام 1551
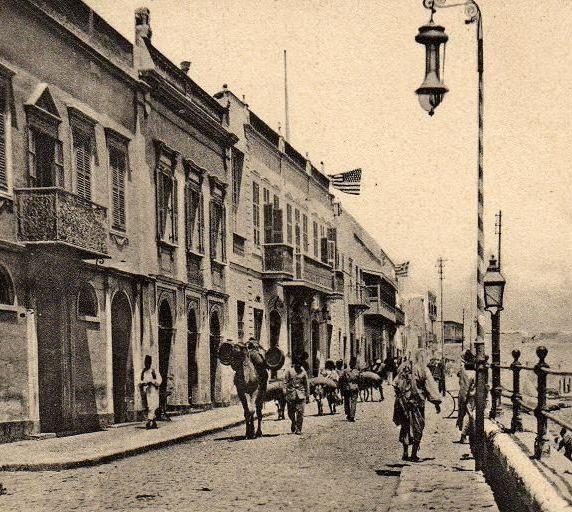
طرابلس عام 1910، وتظهر في الصورة سفارتي اليونان وأمريكا
طرابلس عام 1950

## طرابلس بعد استقلال ليبيا

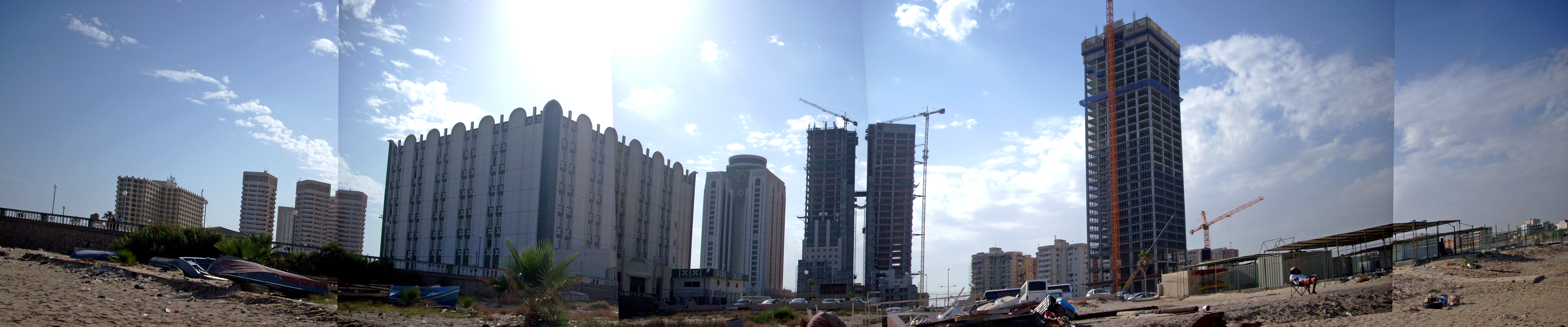
صورة بانورامية لأعمال الإنشاءات العقارية في طرابلس عام 2009

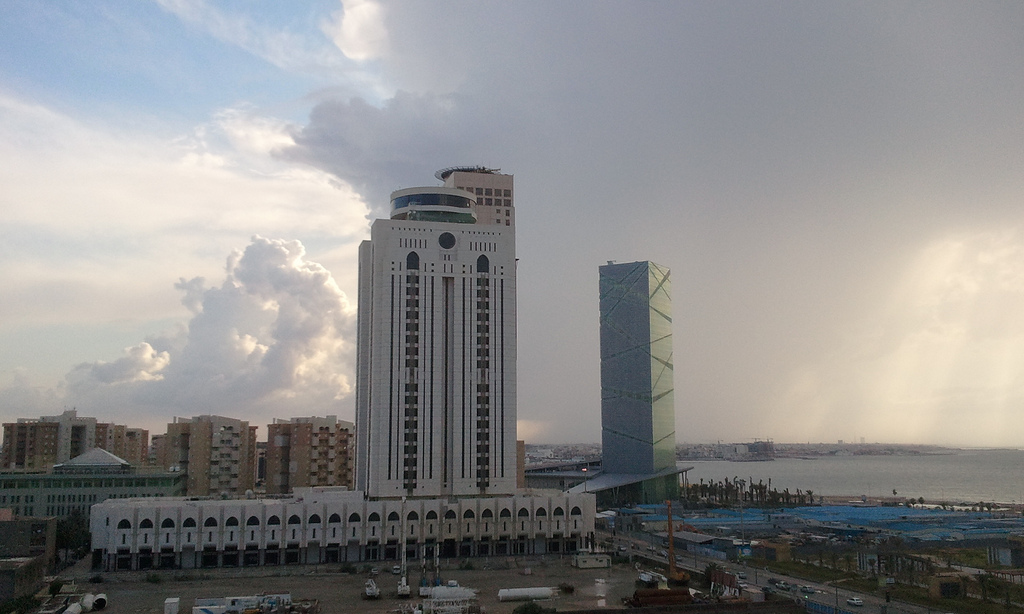
الإطلالة البحرية أواخر 2011 لجانب من الوسط الحديث للمدينة، ويظهر في الصورة فندق ماريوت الأول من اليمين وبرج طرابلس وخلفه برج بوليلى

في زمن المملكة الليبية المتحدة، ونظرًا للنظام الاتحادي المتبع آنذاك، فإن طرابلس كانت تتناوب على القيام بدور العاصمة إلى جانب كبرى مدن الشرق الليبي بنغازي، قبل أن يتم التخطيط لاتخاذ مدينة البيضاء كعاصمة للدولة بعد أن تم إنهاء العمل بالنظام الاتحادي عام 1963، وبعد قيام انقلاب سبتمبر 1969، أصبحت مهام العاصمة متمركزة في طرابلس حيث مقر قيادات الدولة، والأمانات «الوزارات» المختلفة، ومقر كل السفارات، وأهم قطاعات البنية التحتية. وقد كانت هناك محاولات لجعل سرت عاصمةً للبلاد عبر تمركز اجتماعات الأمانات (الوزارات) فيها، إلا أن الأمر لم يتم، كما حاولت الدولة أيضاً نقل الأمانات إلى مدينة هون، لكن غيرت الخطة مرة أخرى، واستقرت مهام العاصمة في طرابلس.

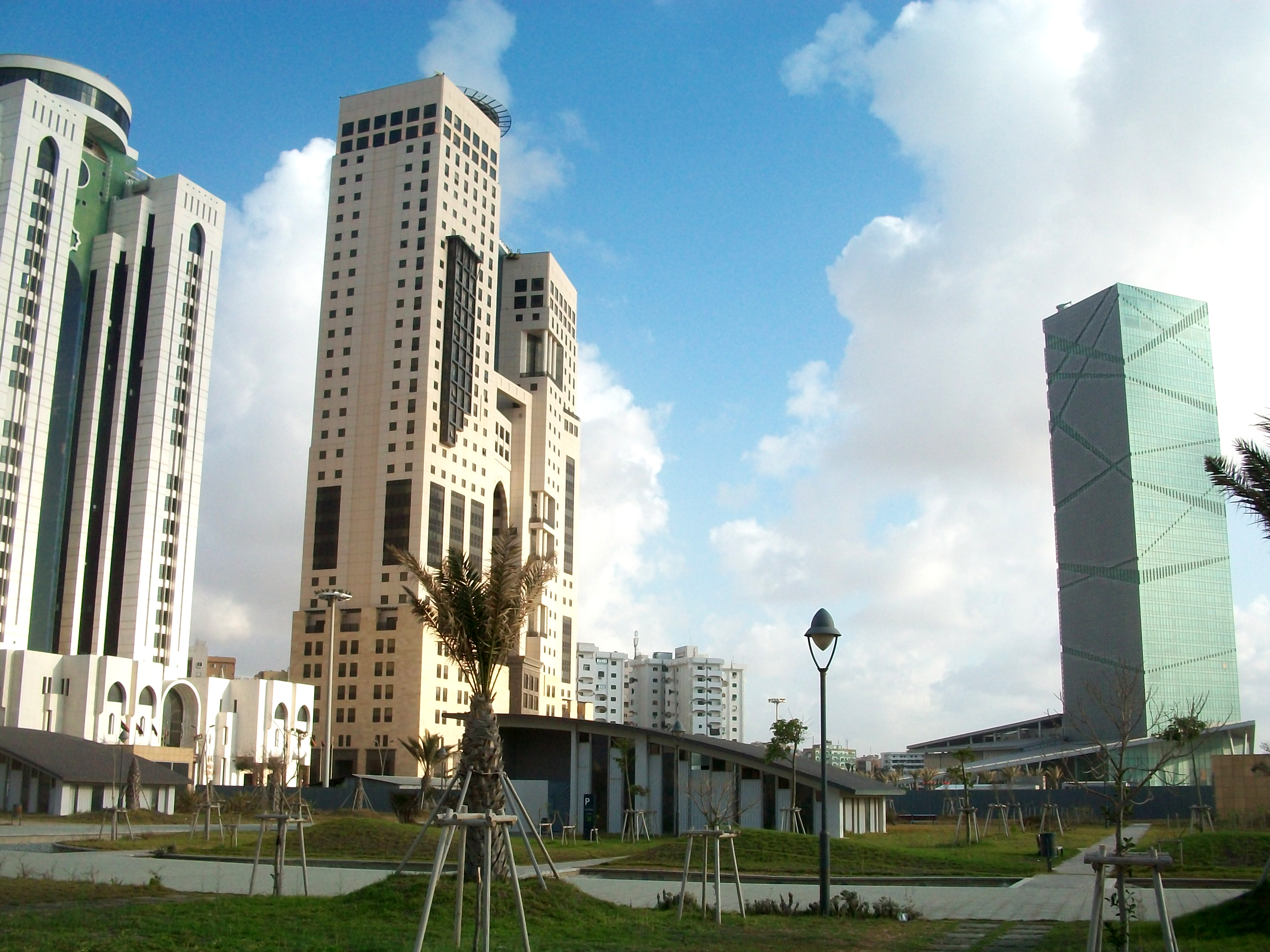
من الوسط الحديث للمدينة

مع ازدهار الاقتصاد الليبي نتيجة توفر البلاد على احتياطات ضخمة من الغاز والنفط، الأمر الذي مكّن الدولة من توفير مداخيل كبيرة من العملات الصعبة، فإن طرابلس شهدت حركة إعمار وبناء للبنية التحتية مع بداية السبعينيات، وأصبحت طرابلس تضم عددًا من المرافق المتميزة على الصعيد الإقليمي، أبرزها معرض طرابلس الدولي ومطار طرابلس العالمي وميناء طرابلس البحري، ومع زمن العقوبات الدولية على البلاد فترة التسعينات نتيجة قضية لوكربي، فإن الأعمال الإنشائية تراجعت، لتنطلق مجددًا بعد تسوية البلاد لمشاكلها الخارجية، واستمر وجود المشاكل الناتجة عن غياب سياسة اقتصادية مناسبة رغم توفر البلاد على موارد مالية ضخمة، إلا أن هذا الأمر لم يحرم طرابلس من أن تشهد منذ عام 2005 حركة عمرانية ومشروعات إنمائية وصفتها العديد من المصادر بالواعدة، ومن أبرز هذه المشاريع مطار طرابلس العالمي الجديد، الذي خطط القائمون عليه بأن يكون الأكبر في قارة أفريقيا بسعة 20 مليون مسافر سنويًا.

## معالم طرابلس السياحية

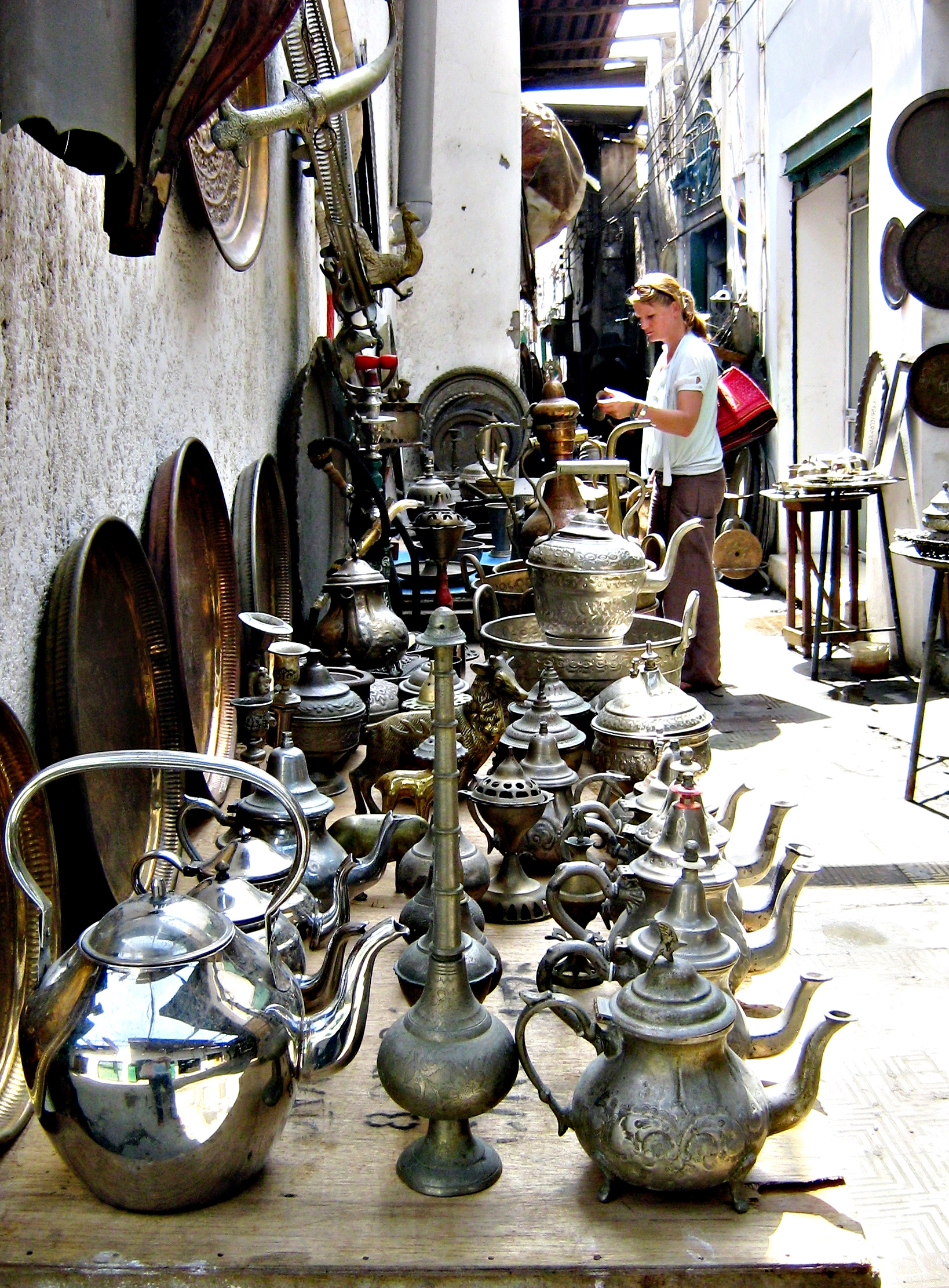
سائحة أجنبية تستعرض قطعًا من الصناعات التقليدية في المدينة القديمة

تعد المدينة القديمة في وسط طرابلس، أحد أبرز أماكن الجذب السياحي فيها، وتعود الحركة النشطة فيها إلى تاريخ ليس بالقريب، وأبرز تلك المراحل كانت أثناء العهد العثماني والقرنامللي، حيث كانت طرابلس مركزًا للتجارة العابرة للصحراء إلى البحر الأبيض المتوسط عبر ميناء المدينة، ولا تزال المباني المشيدة في تلك المرحلة خاصة الفنادق القديمة، باقية ومستقطبة للزوار، ومن أبرز الفنادق السياحية القديمة، «فندق زميت»، الذي يعود إنشاؤه إلى عام 1883، والذي تم صيانته وإعادة توظيفه عام 2006.
وتتنوع النشاطات السياحية في طرابلس بين سياحة ثقافية وترفيهية، من متاحف وحدائق وأماكن تسوق ومطاعم تقدم الوجبات التقليدية الليبية، ومطاعم حديثة، كما تحوي المدينة عددًا من الفنادق والقرى السياحية الحديثة والتي تنشط صيفا. وفيما يلي أهم معالم طرابلس:
- السراي الحمراء
- متحف السراي الحمراء
- المتحف الإسلامي
- حديقة الحيوان
- جامع الناقة
- كاتدرائية طرابلس (سابقا)
- سوق الترك
- النصب التذكاري لمعركة الهاني
- قوس ماركوس أوريليوس
- قصر الشعب
- حوش القره مانلي
- القنصلية الفرنسية القديمة
- مدرسة الفنون والصنائع
- النصب التذكارى لمعركة عين زارة
- الكنيسة اليونانية الأرثوذكسية
- زنقة الفرنسيس
- ساعة كنيسة السيدة مريم
- بــرج الساعة
- برج الفاتح (تم تغير اسمه إلى «برج طرابلس»)
- أبراج ذات العماد
- سوق الفاتح للذهب
- برج بوليلة
- قرية وجدة السياحية
- غابة طرابلس
- حديقة الأحياء البرية
- القبة الفلكية

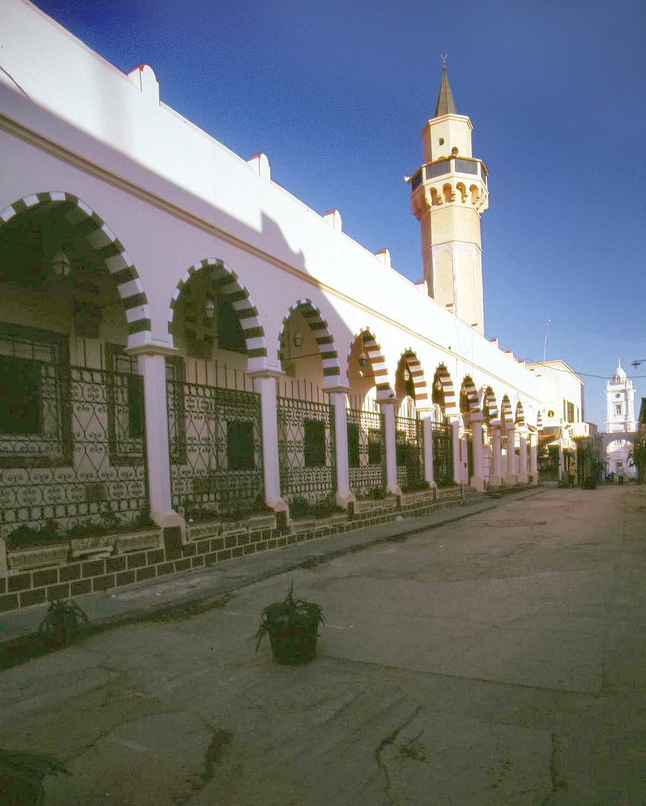
جامع أحمد باشا
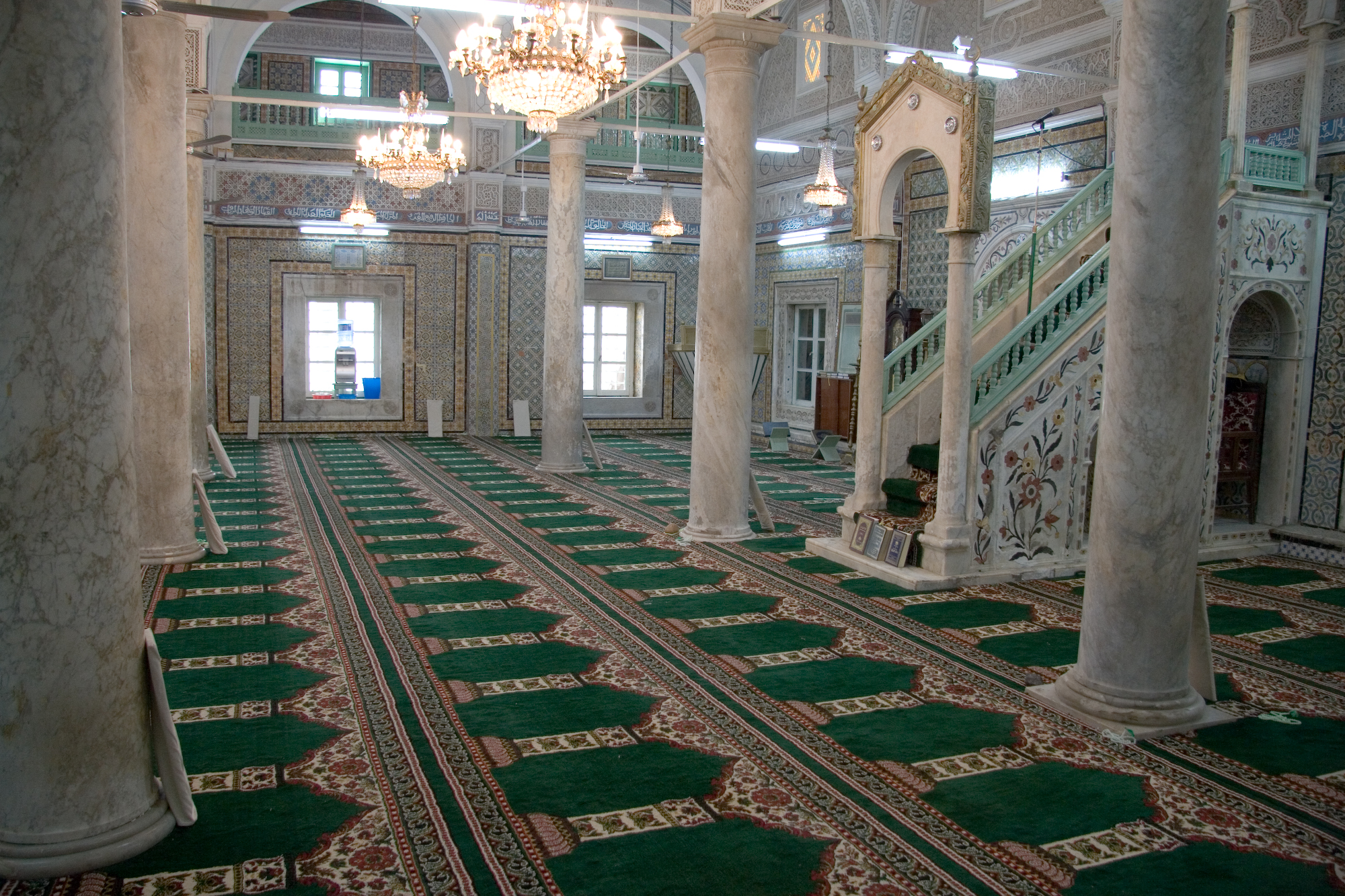
جامع قرجي من الداخل
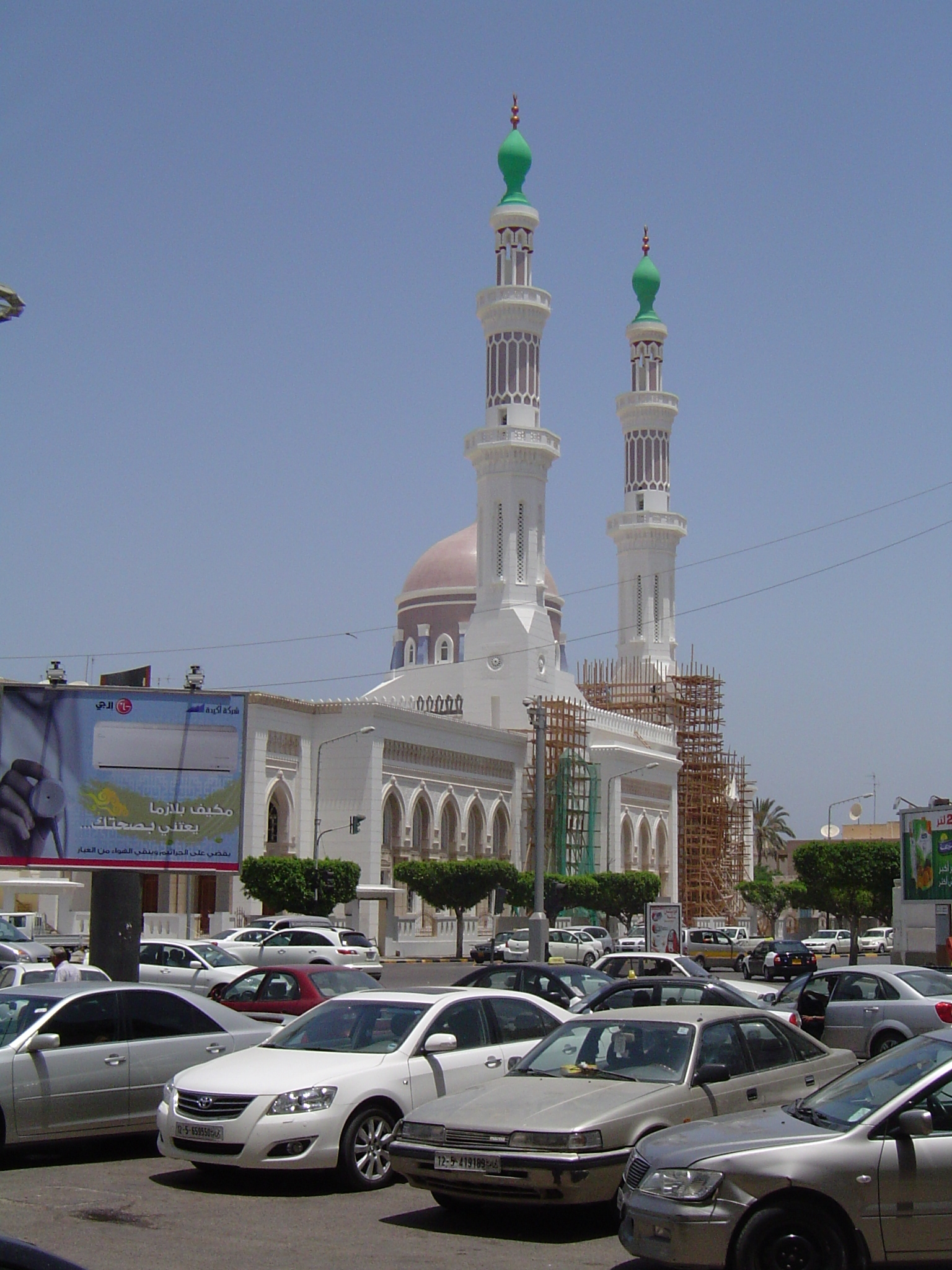
جامع مولاي محمد
جامع جمال عبد الناصر بميدان الجزائر، وقد كان المبنى كنيسة أقامتها إيطاليا زمن احتلالها ليبياجامع جمال عبد الناصر بميدان الجزائر، وقد كان المبنى كنيسة أقامتها إيطاليا زمن احتلالها ليبيا
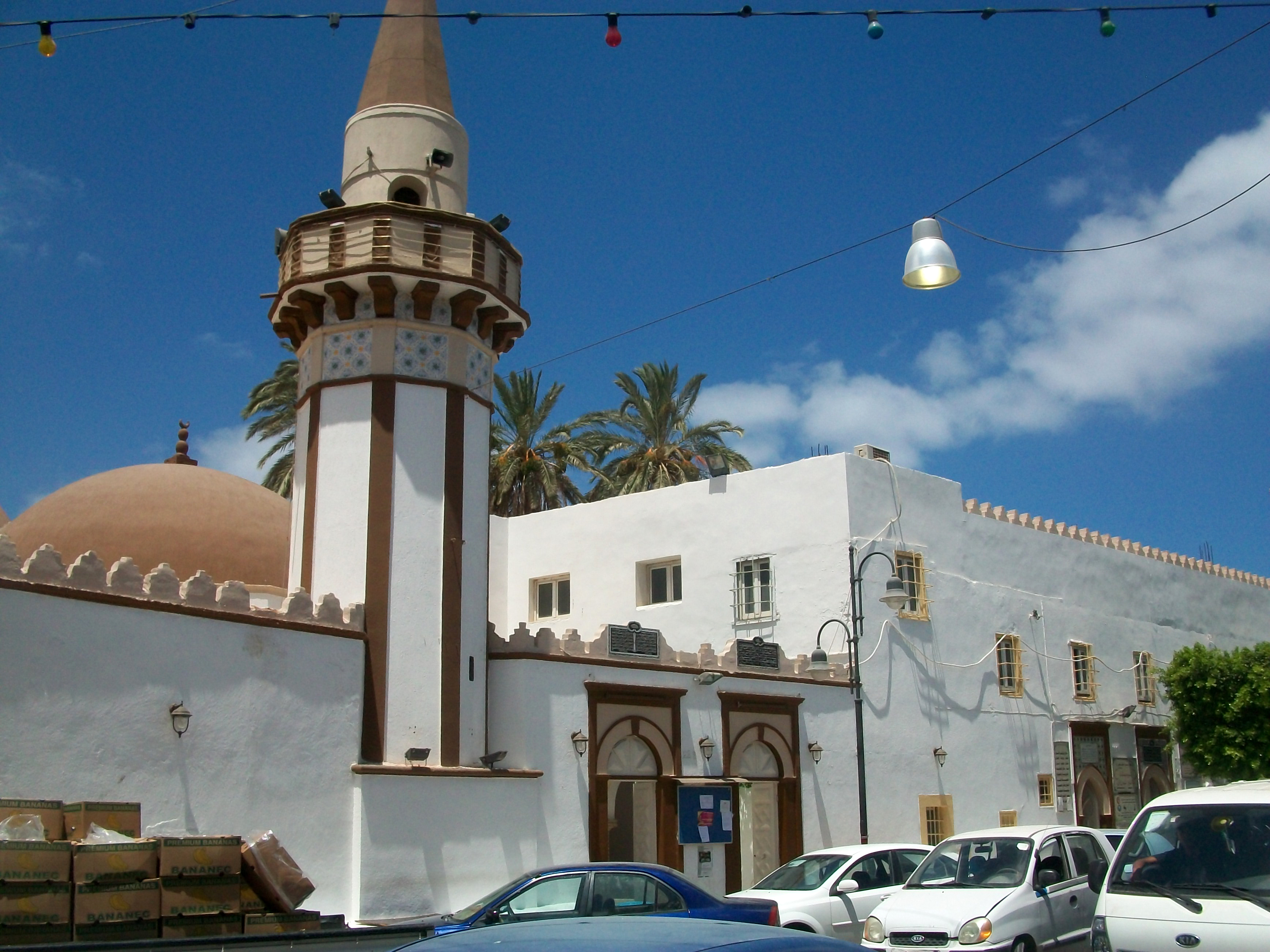
جامع شارع ميزران
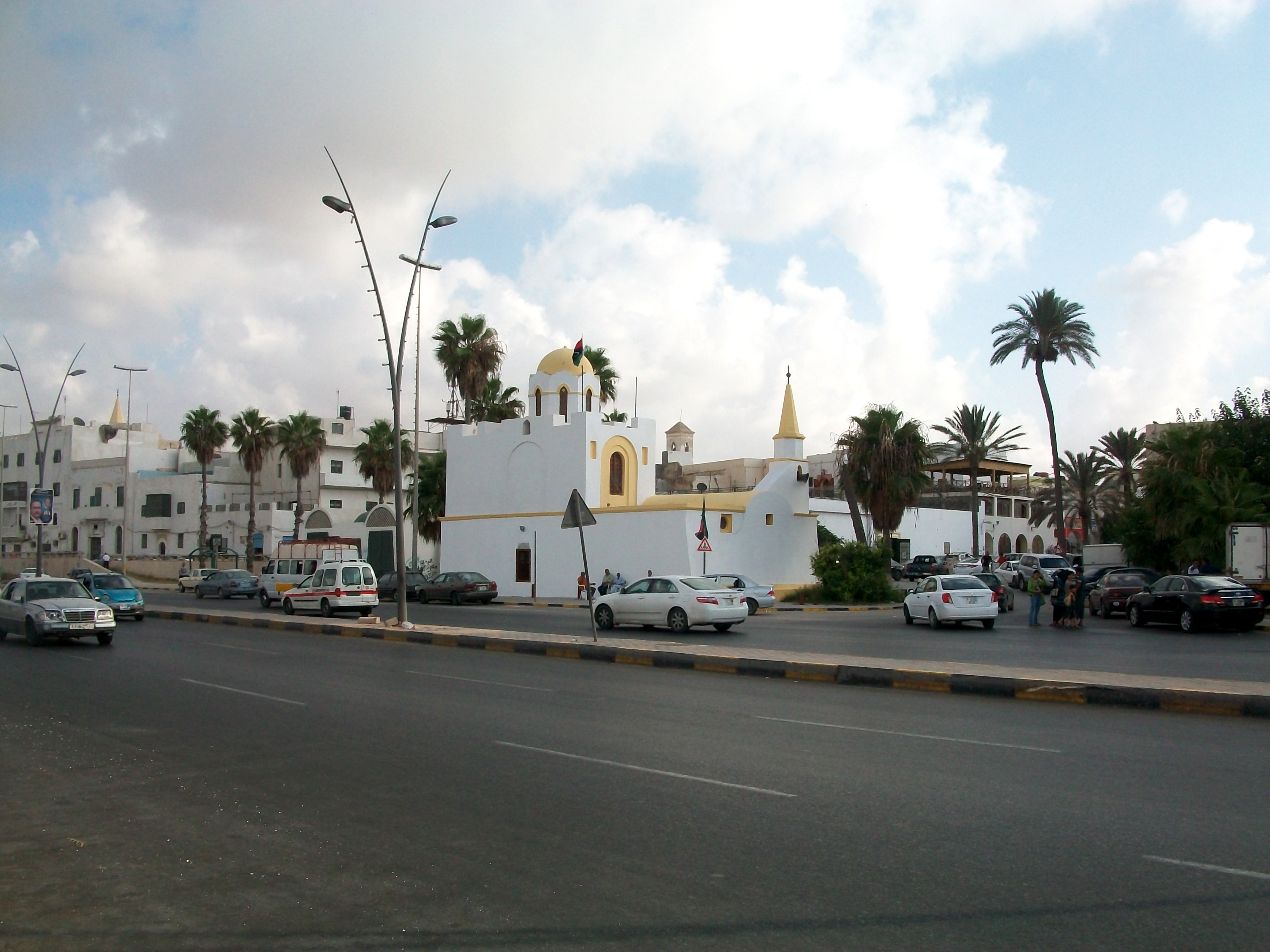
جامع سيدي عبد الوهاب
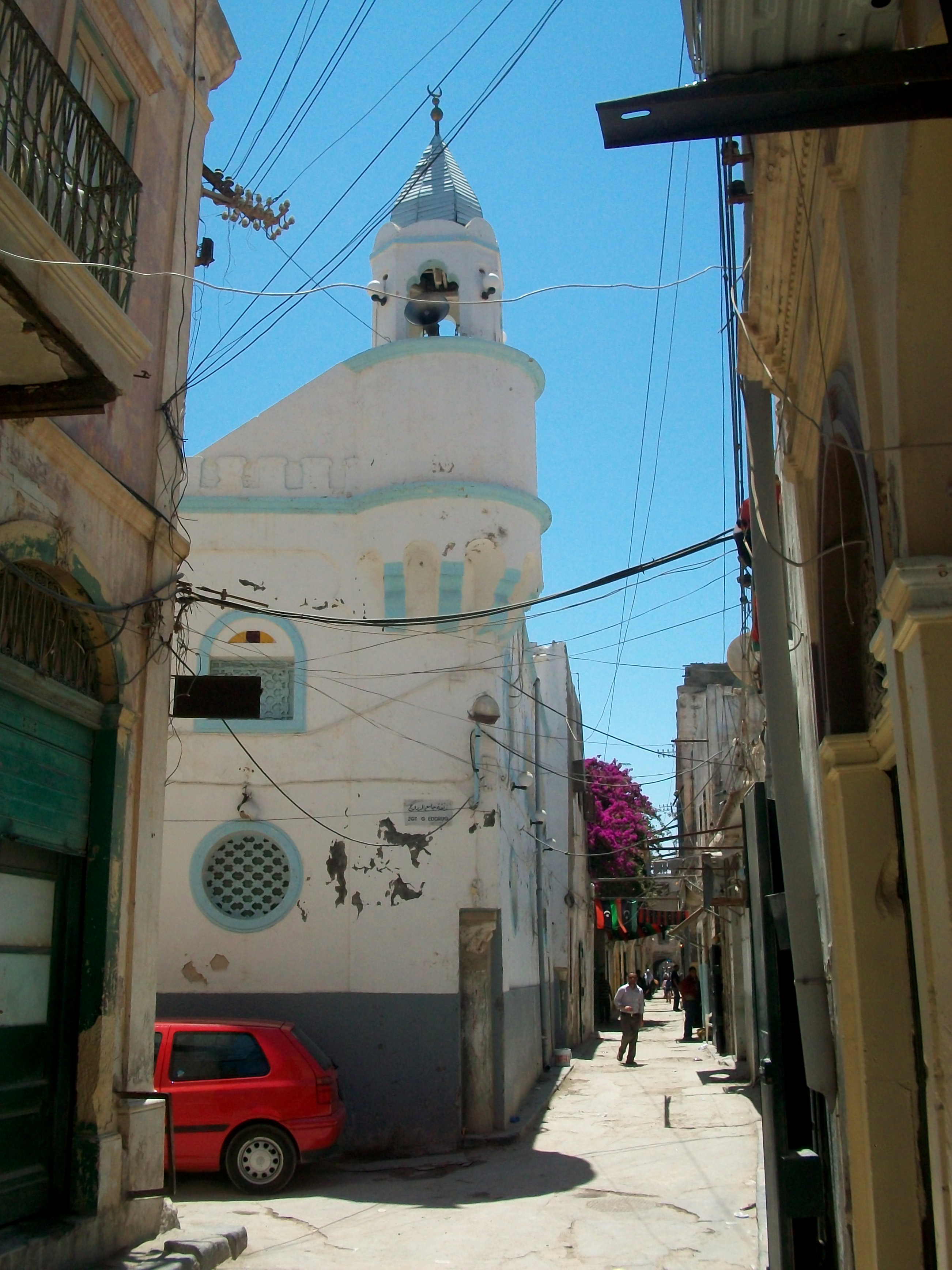
جامع الدروج

### أهم مساجد العاصمة طرابلس
- جامع سيدي الشعاب (مقابل كورنيش طرابلس)
- جامع الناقة (المدينة القديمة)
- جامع سيدي سالم المشّاط (المدينة القديمة)
- جامع سيدي عبد الوهّاب القيسي (المدينة القديمة)
- جامع مولاي محمد (وسط طرابلس)
- جامع جمال عبد الناصر «جمعية الدعوة الإسلامية» (ميدان الجزائر)
- جامع القدس (وسط طرابلس)
- جامع نشنوش (وسط طرابلس)
- جامع باقي (وسط طرابلس)
- جامع ميزران (وسط طرابلس)
- جامع أبومشماشة (وسط طرابلس)
- جامع سيدي بوحميرة (وسط طرابلس)
- . جامع الهوني (طريق السور)
- جامع مراد آغا (وسط طرابلس)

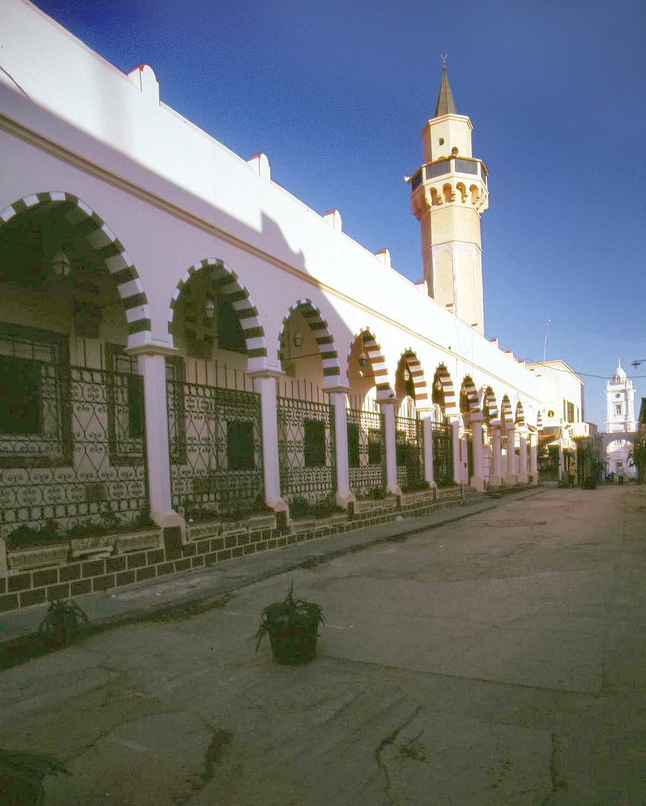
جامع أحمد باشا
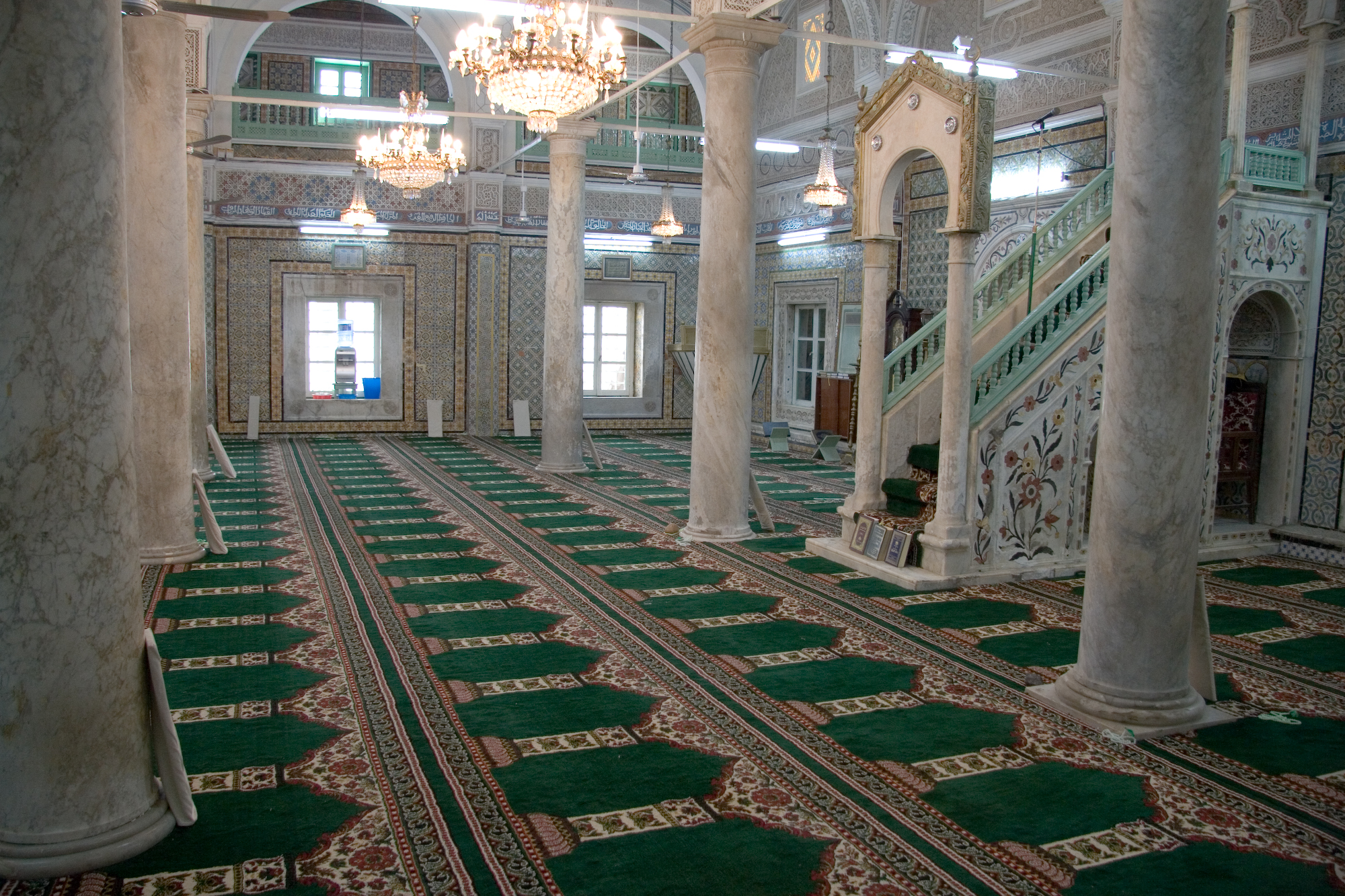
جامع قرجي من الداخل
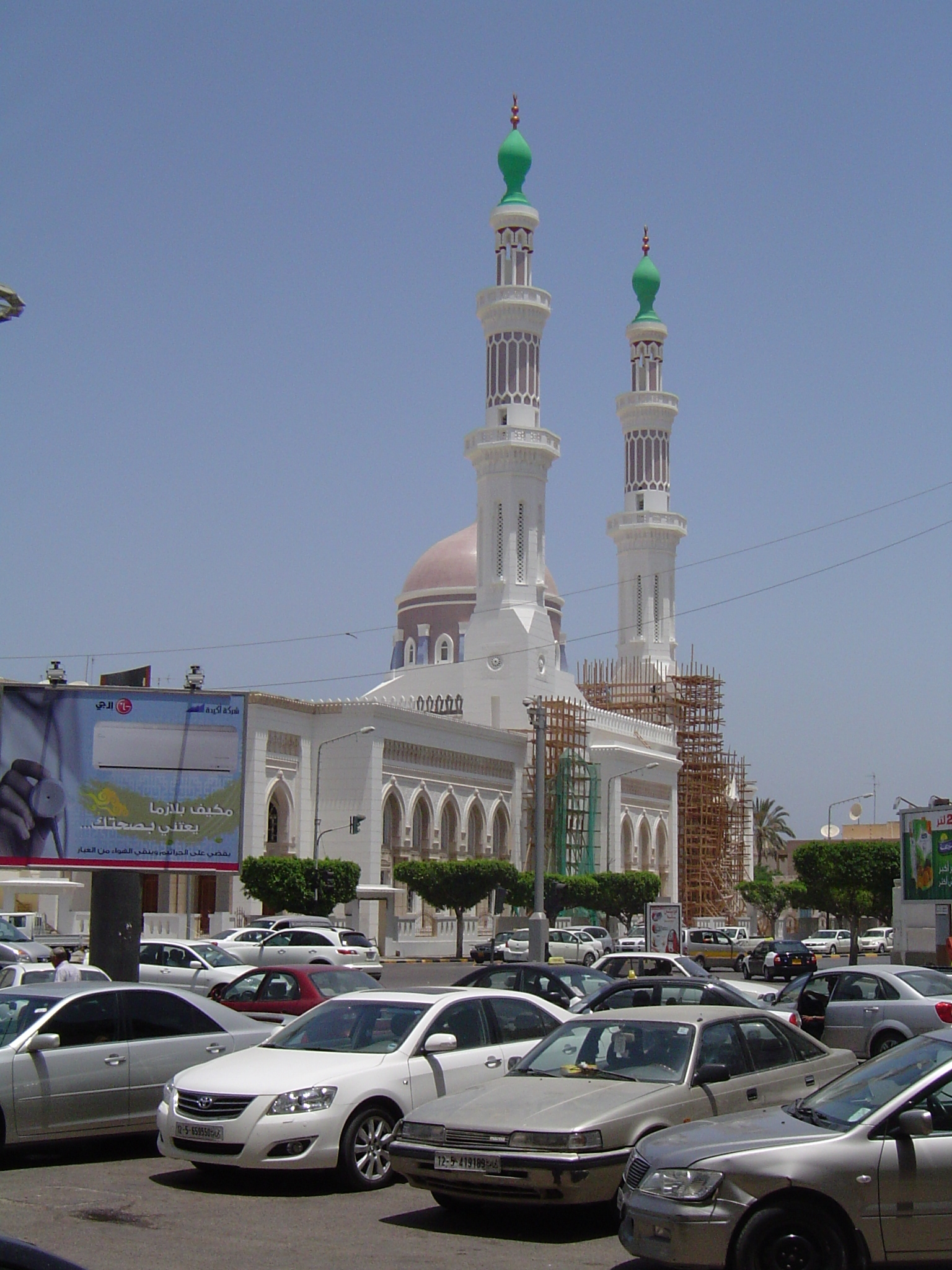
جامع مولاي محمد
جامع جمال عبد الناصر بميدان الجزائر، وقد كان المبنى كنيسة أقامتها إيطاليا زمن احتلالها ليبياجامع جمال عبد الناصر بميدان الجزائر، وقد كان المبنى كنيسة أقامتها إيطاليا زمن احتلالها ليبيا
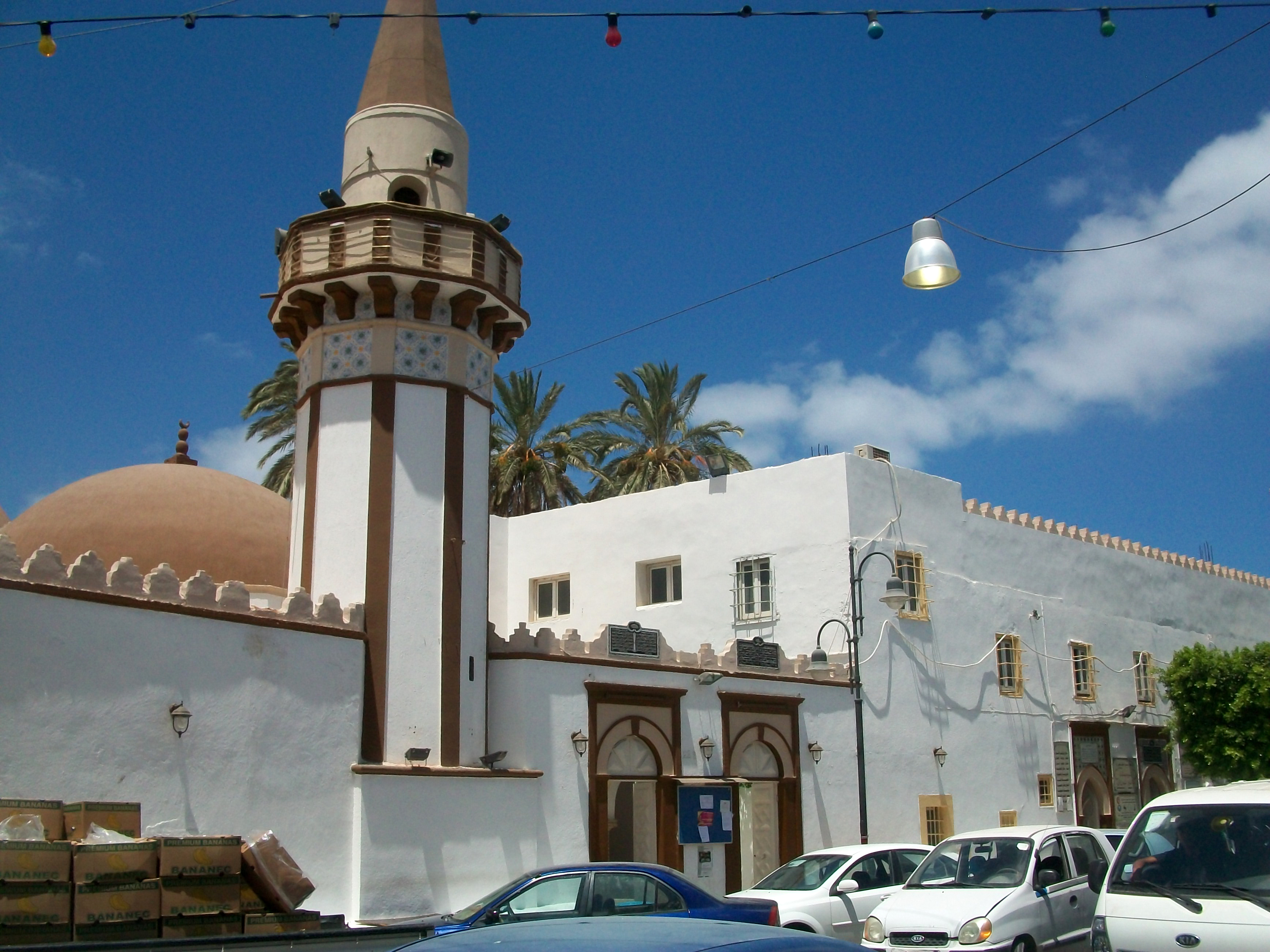
جامع شارع ميزران
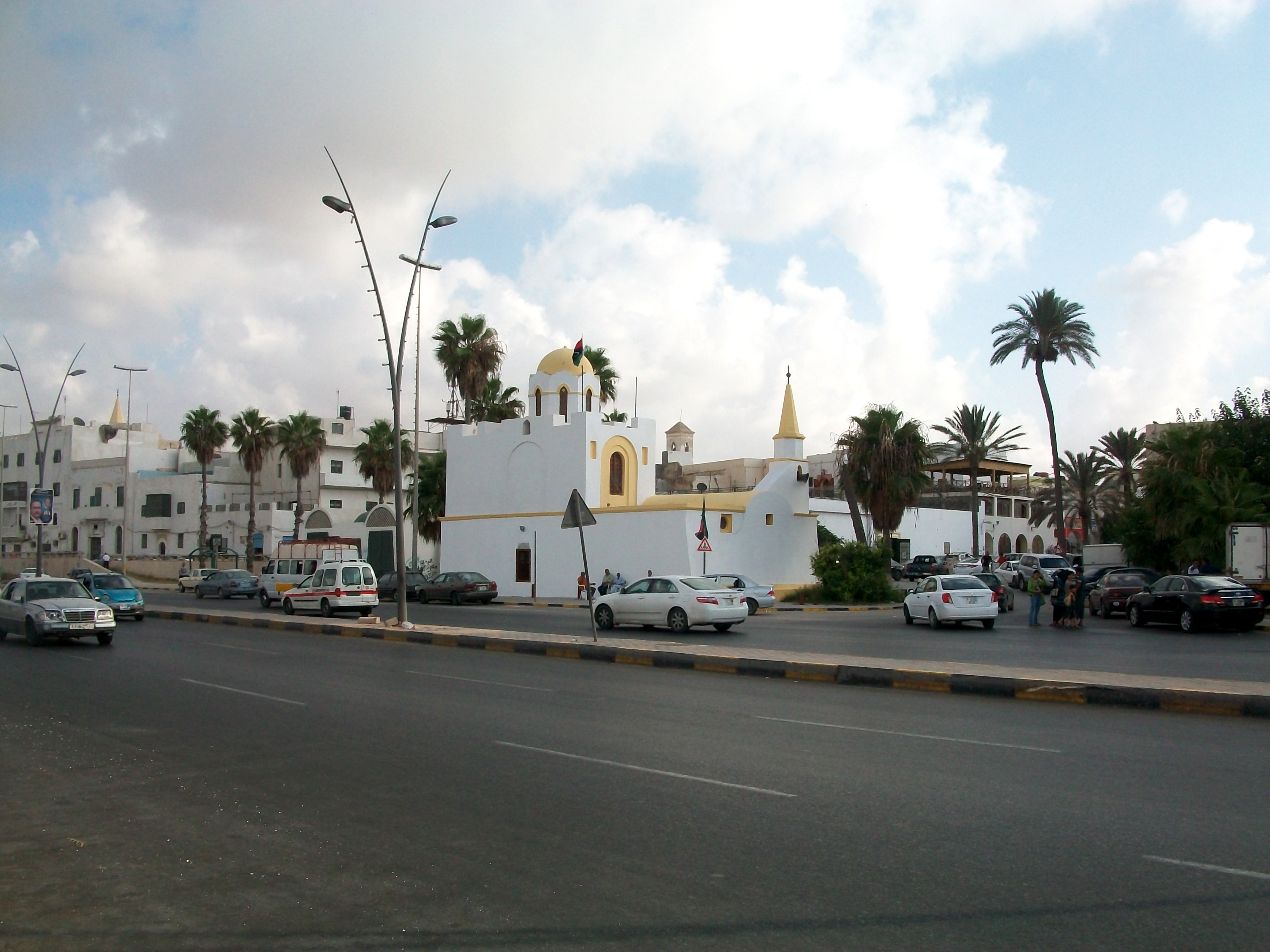
جامع سيدي عبد الوهاب
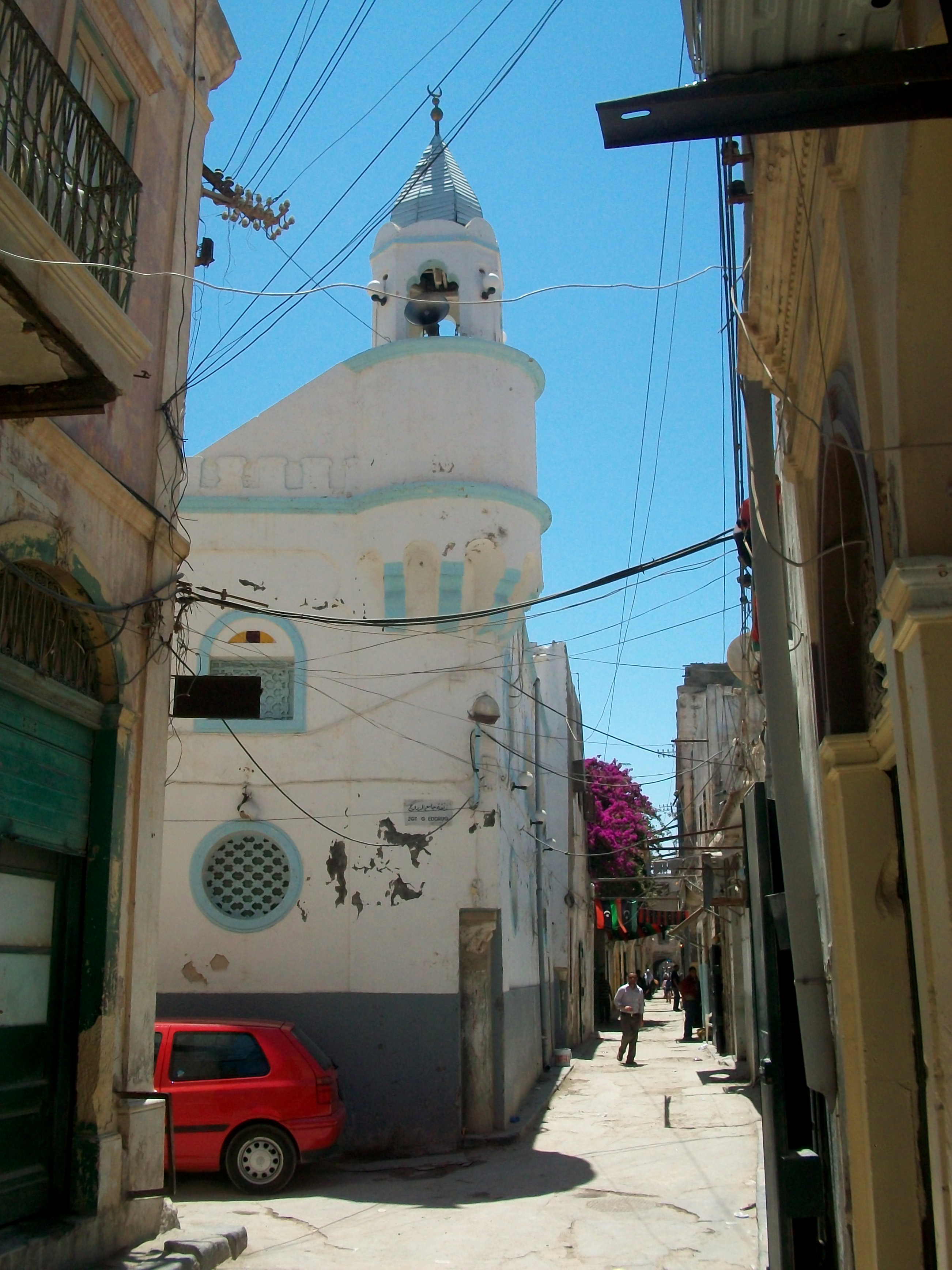
جامع الدروج

## أحياء وشوارع العاصمة طرابلس

### شوارع المدينة
- جادّة عمر المختار،
- الاستقلال (امحمد المقريف سابقاً)،
- ميزران،
- شارع الرشيد

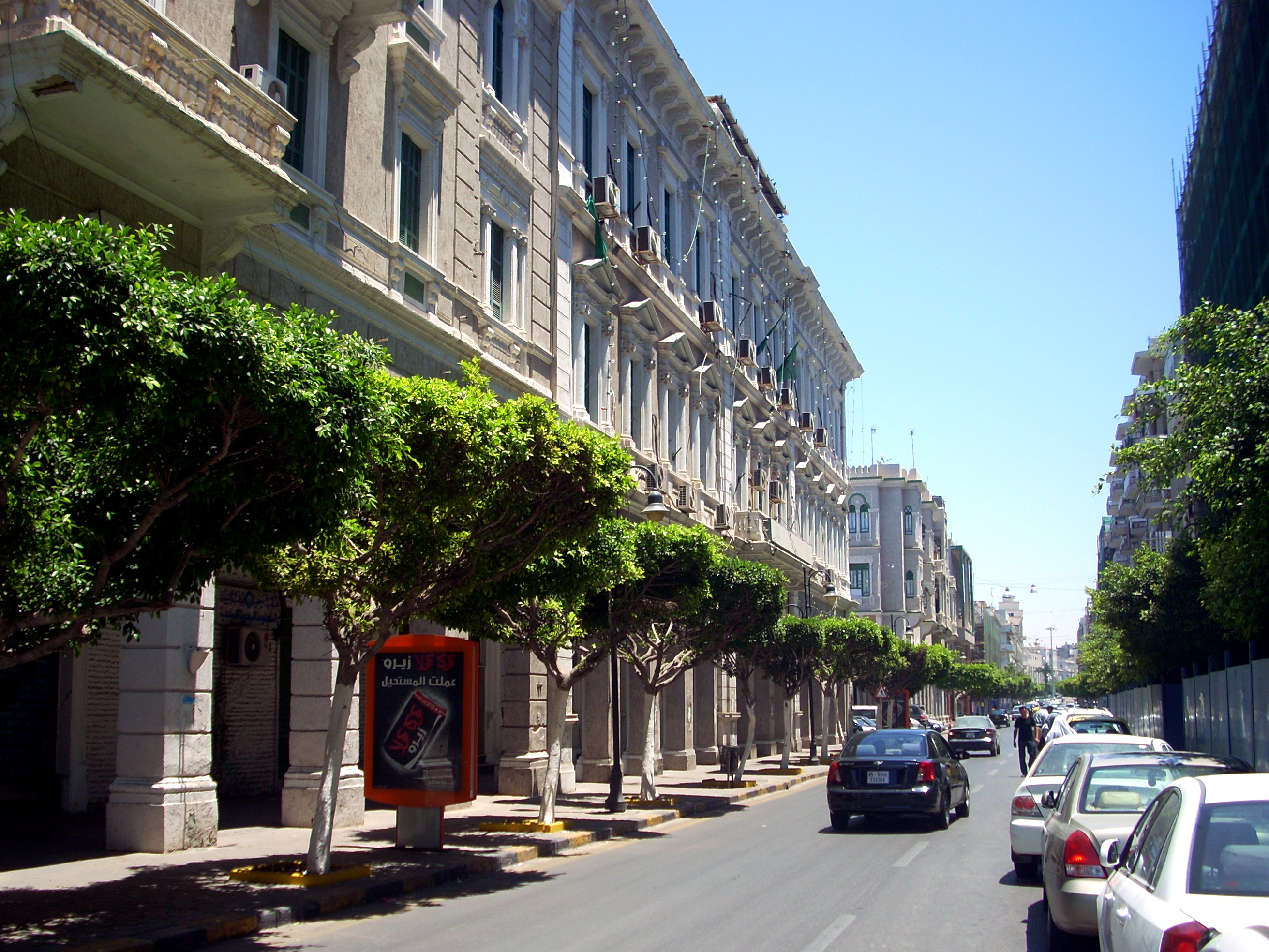
شارع الاستقلال (امحمد المقريف سابقًا) بوسط المدينة

- شارع 17 فبراير (شارع الجمهورية سابقا)

### أحياء العاصمة طرابلس
- النوفليين.
- فشلوم.
- المدينة القديمة.
- الظهرة.
- المدينة الحديثة.
- الصريم.
- المنصورة.
- باب عكارة.
- سيدي خليفة.
- اللانشة.
- بن عاشور.
- منطقة جامع الصقع.
- منطقة الهاني.

## فنادق

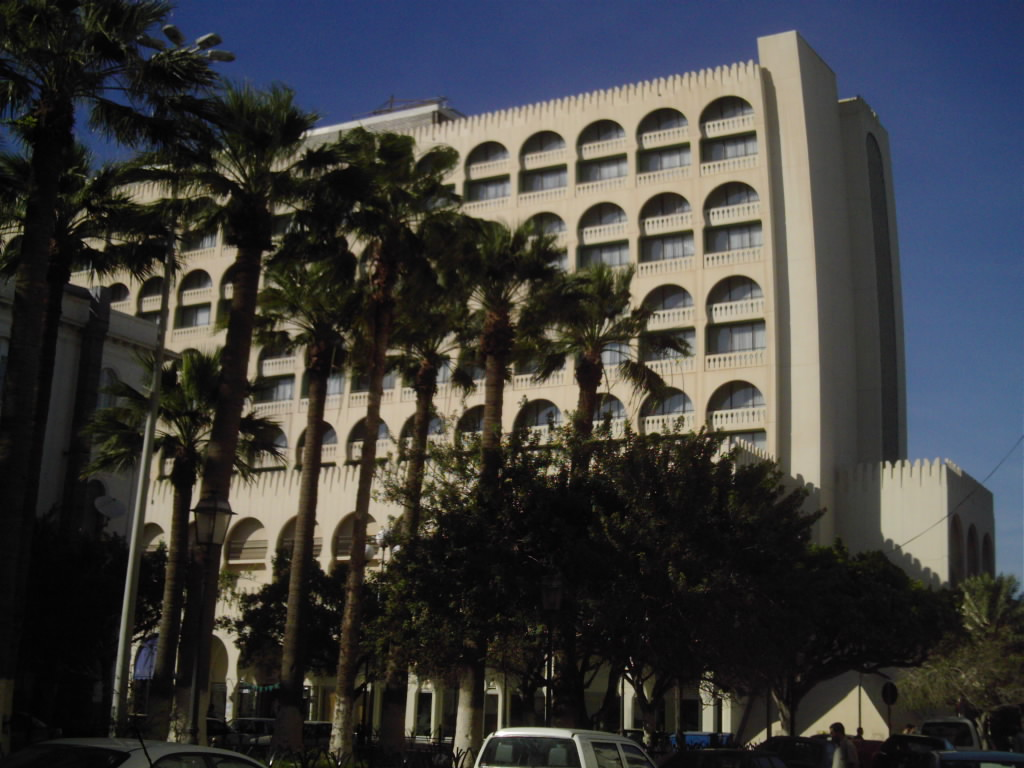
فندق الكبير مقابل كورنيش طرابلس

يوجد بالمدينة عدد كبير من الفنادق السياحية، والتي تتدرج من الخمس نجوم إلى باقى الدرجات والمستويات، منها ماهو يتبع القطاع العام والقطاع الخاص، وفيما يلى بعض أهم الفنادق في المدينة:
- فندق ريكسوس النصر 5 نجوم[13]
- فندق كورنثيا باب أفريقيا 5 نجوم
- فندق راديسون بلو المهاري 5 نجوم
- فندق الكبير 5 نجوم
- فندق باب البحر
- فندق الودان
- فندق جي دبليو ماريوت طرابلس[14]

## الاقتصاد

### المصارف
- مصرف ليبيا المركزي
- مصرف الصحارى
- مصرف الوحدة
- مصرف الجمهورية
- مصرف الأمة
- المصرف التجاري
- مصرف التجارة والتنمية
- مصرف أمان
- مصرف الإجماع العربي
- مصرف المتوسط

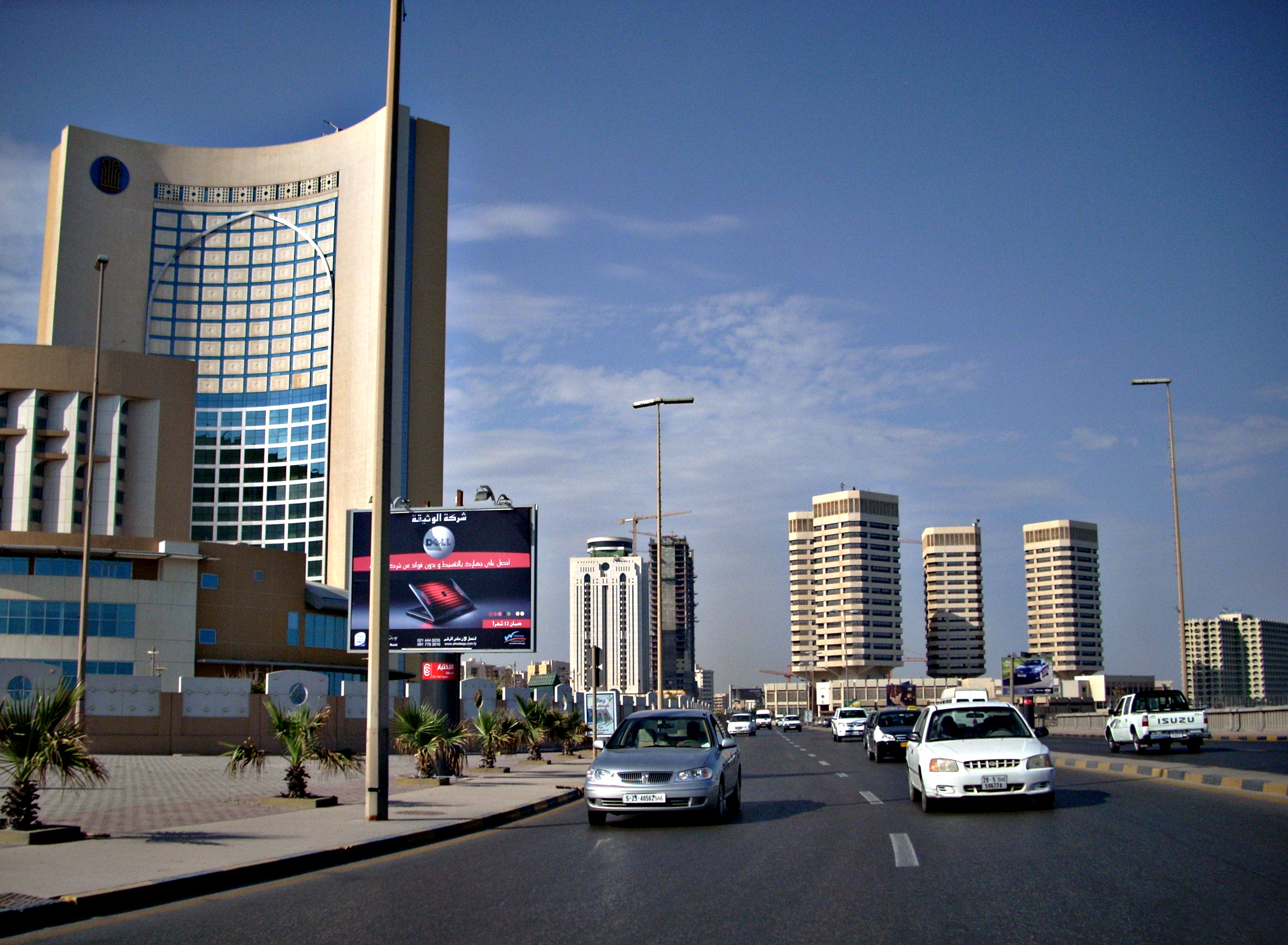
تعد طرابلس مركزًا حيويًا للأعمال في شمال أفريقيا

- كما يوجد بالمدينة عدد من المكاتب الرئيسية لأكبر شركات التأمين على مستوى ليبيا.

### الأسواق
المركز التجاري بالمدينة ويشمل شارع أول سبتمبر وجادة عمر المختار، وشارع الرشيد وشارع المقريف وبرج طرابلس وشارع ميزران وحي الأندلس وشارع بن عاشور والسياحية. وبها أهم المحلات التجارية.
وبالمدينة العديد من الأسواق الشعبية المختلفة، منها: سوق الثلاثاء، سوق الكريمية، سوق الجمعة، وسوق بو سليم.
وتضم المدينة العديد من الأسواق التجارية الحديثة أبرزها: مجمع سوق الثلاثاء الجديد، سوق المهاري، سوق الفاتح للذهب، سوق المدينة «سوق الجمعة»، سوق بوابة الأندلس، سوق الواحات، سوق زرقاء اليمامة، سوق المرجان، سوق جامع الصقع، سوق أويا، سوق البستان.
كما يوجد بالمدينة عدّة أسواق تقليدية، منها: سوق الربع والترك وباب الحرية بالمدينة القديمة وهي متخصصة في بيع المجوهرات والملابس التقليدية والمنتوجات الفلكلورية والأعشاب والتوابل.

## المواصلات

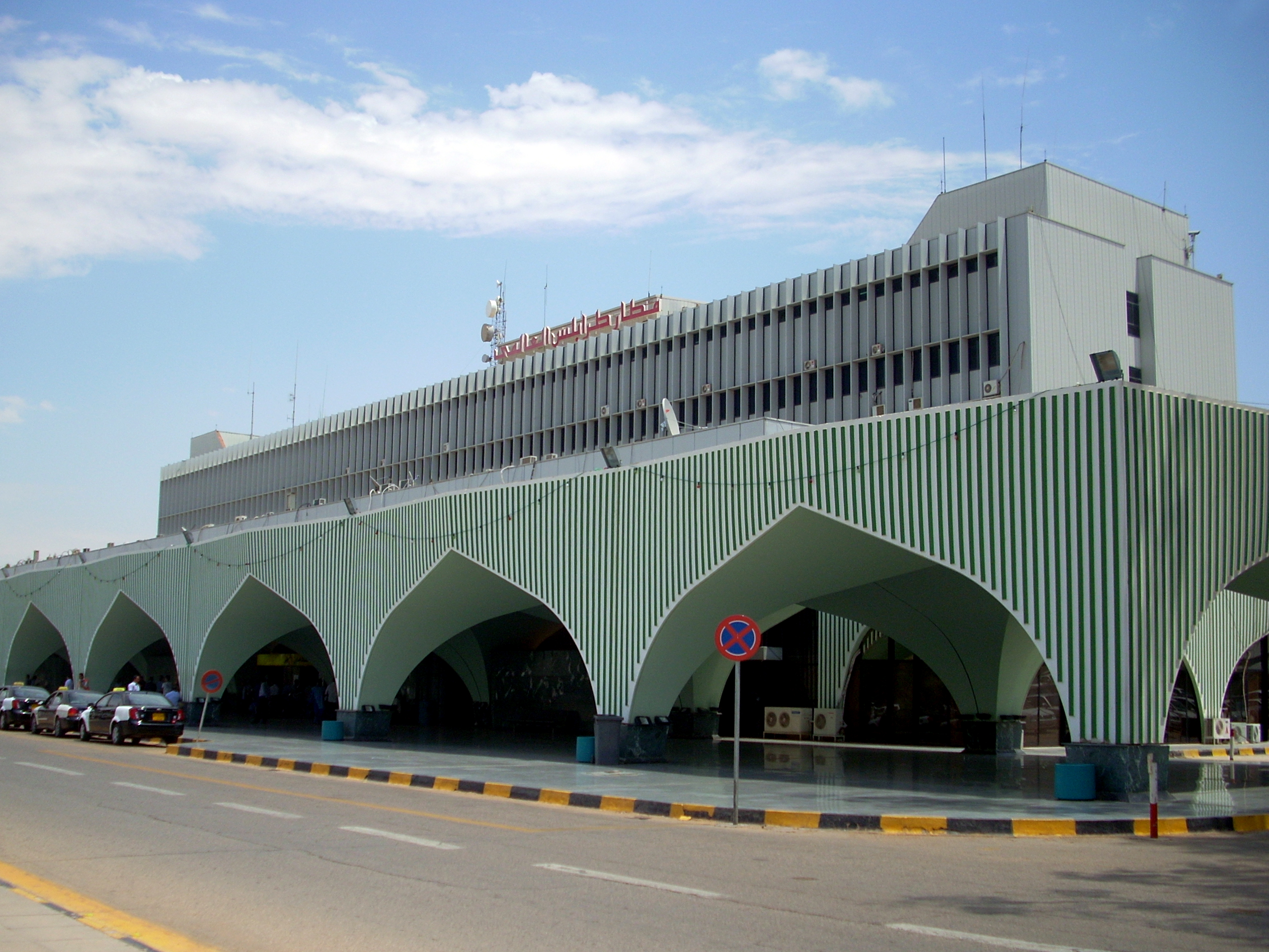
مدخل مطار طرابلس العالمي

### الموانئ والمطارات
- ميناء طرابلس البحري
- ميناء الركاب (ميناء الشعاب)
- مطار طرابلس العالمي (قصر بن غشير)
- مطار طرابلس للرحلات الداخلية
- مطار معيتيقة (وسط المدينة)

## التعليم

### الجامعات

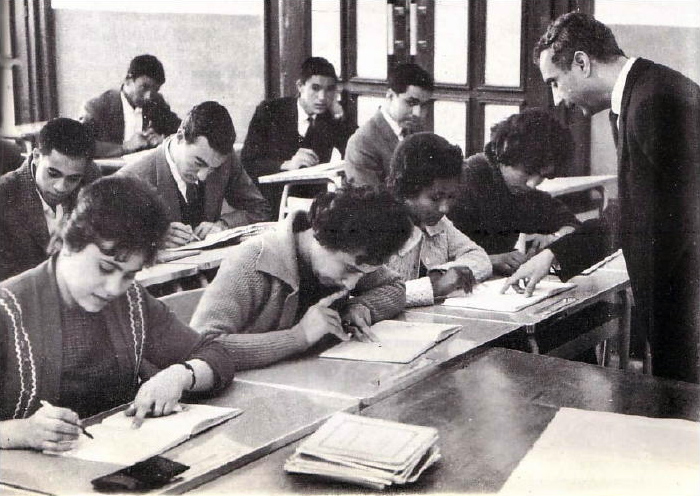
إحدى القاعات الدراسية في الجامعة الليبية بطرابلس عام 1966

- جامعة طرابلس: يدرس بها حوالي 75000 طالب ويتوقع ان يصل العدد إلى 100 الف في العام الدراسي 2007\2008
- جامعة ناصر وتعتبر ثاني أكبر جامعة في طرابلس بعد جامعة طرابلس.
- الجامعة المفتوحة: يبلغ عدد الأقسام بالجامعة أحد عشر قسما بلغ إجمالي الطلاب فيها (7471) للعام الدراسي 2003-2004.
- أكاديمية الدراسات العليا
- كلية العلوم الإدارية والمالية التطبيقية-طرابلس
- كلية تقنيات الحاسوب
- جامعات أهلية:
  - جامعة طرابلس الاهلية

## الصحة
يتبع قطاع الصحة عدّة مستشفيات وقطاعات «عامة وخاصة» يحددها ويحدد آليات تبعيتها القانون والجهات المختصة بالدولة.

### المستشفيات
- مركز طرابلس الطبي
- مستشفى طرابلس المركزي (شارع الزاوية)
- مستشفى الهضبة الخضراء العام
- مستشفى الجلاء للولادة
- مستشفى العيون
- مستشفى الرازي للصحة النفسية
- مستشفى الجلاء للاطفال
- مستشفى السكر
- مستشفى العافية بقصر بن غشير
- مستشفى أبو ستة للامراض الصدرية
- مستشفى أبوسليم للجراحة والعظام
- مركز الحروق وجراحة التجميل
- مستشفى صلاح الدين العام مقفل حاليا
- مستشفى القلب بتاجوراء
- مستشفى الأمراض الجلدية (بئر اسطى ميلاد)
- مركز طب الفضاء والاعماق (معيتيقة)
- مستشفى معيتيقة العسكري
- مركز العقم (طريق المطار)
- مستشفي علي عمر عسكر (اسبيعة) لجرحة المخ والأعصاب.

## الرياضة

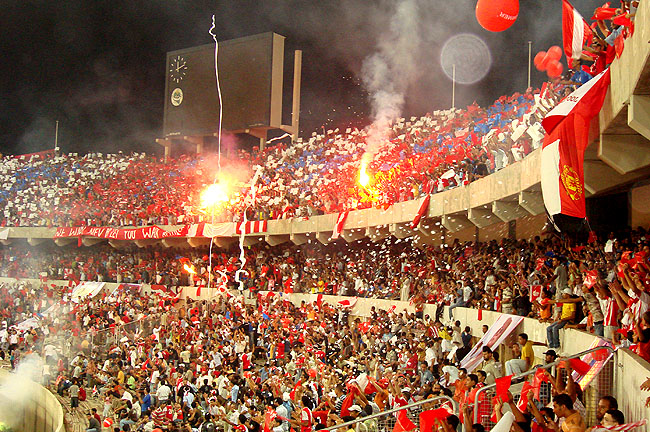
مشجعون يحتفلون في إحدى المباريات المقامة بالملعب الرئيسي لطرابلس

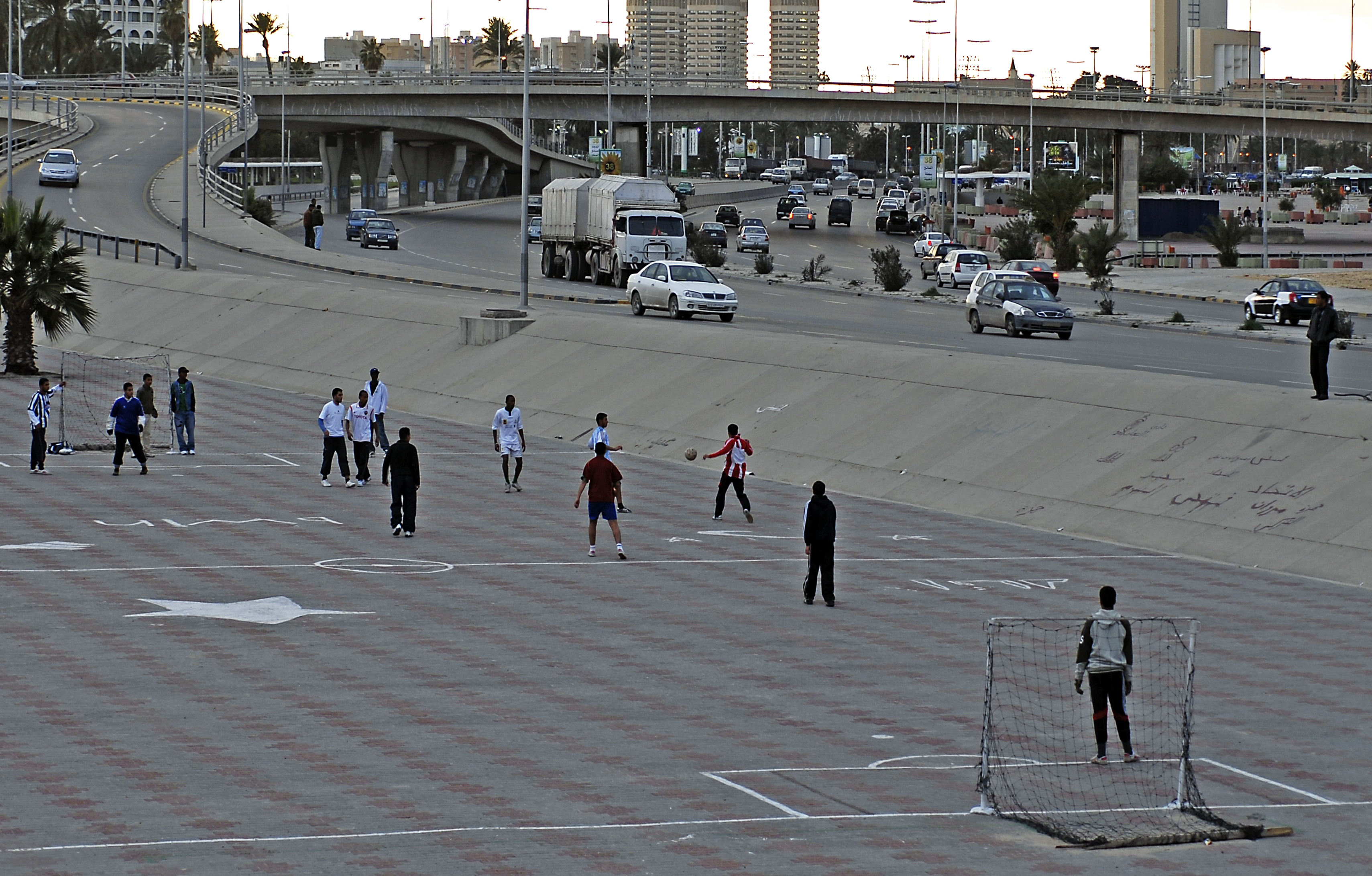
مجموعة من الشباب يلعبون كرة القدم في إحدى الساحات بالقرب من طريق الشط بوسط المدينة

يقع بطرابلس مقر الاتحاد العام الليبي لكرة القدم «أهم الرياضات الليبية» ومقار اتحادات الرياضات الأخرى ومقر اللجنة الأولمبية. ونظمت بها نهائيات كاس أفريقيا عام 1982 وألعاب البحر المتوسط والألعاب العربية وبطولة العالم للشطرنج. وتنظم بها دوريا بطولة دولية في الفروسية «كاس الفاتح للفروسية» في شهر أكتوبر من كل عام. كما يوجد بالمدينة الرياضية وهي مجمع رياضي يضم عدّة ملاعب منها:
1. ملعب 11 يونيو ويسع لحوالي 80 الف متفرج.
2. ملعب النهر الصناعي وسعته حوالي 20 الف متفرج.
3. ملاعب لرياضات أخرى.

كما يوجد بالعاصمة طرابلس مجمع رجب عكاشة المغلق، ومدرسة للفروسية بطريق المطار وبمنطقة أبي ستة ونادي الألعاب البحرية ونادي الغوص وصالة قرطبة المغلقة، ومجموعة من الساحات الشعبية والملتقيات الرياضية في كل حي لممارسة الرياضة، ونوادي وصالات كمال الأجسام والألعاب السويدية.

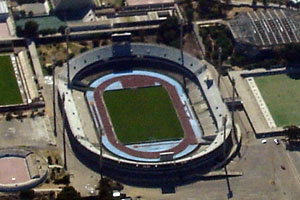
ملعب 11 يونيو أكبر المنشآت الرياضية بطرابلس

### النوادي
- نادي الاتحاد الليبي
- نادي الأهلي طرابلس
- نادي الظهرة الليبي
- نادي الوحدة
- غوط الشعال
- نادي الاتحاد غريان
- نادي الشباب
- نادي المحلة
- نادي الترسانة
- نادي المدينة الليبي
- نادي الشط
- نادي العلمين
- نادي زناته
- نادى خالد بن الوليد

## الثقافة

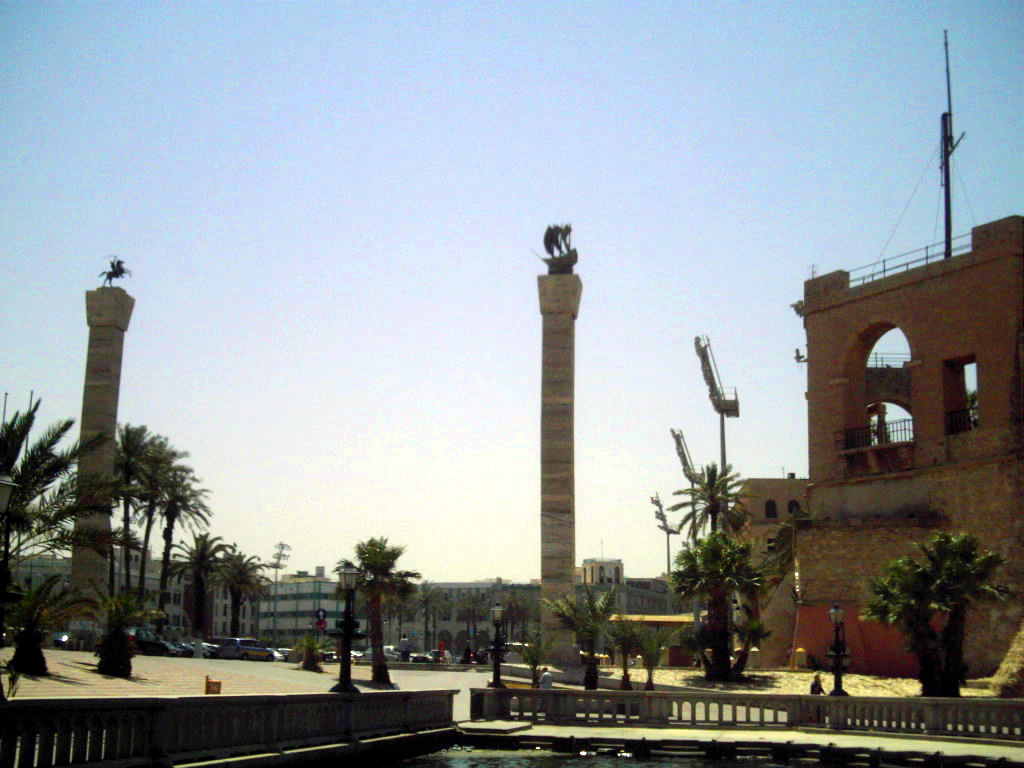
السراي الحمراء بوسط المدينة التي تضم مجمعًا للمتاحف، وتظهر في الصورة أعمدة تحمل مجسمات تاريخية تعكس ارتباط ثقافة المدينة بالبحر الأبيض المتوسط

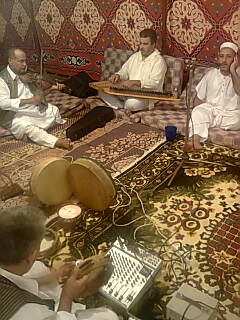
تشتهر طرابلس بفنون المالوف والموشحات والمدائح النبوية، ويتم إقامة حفلات لهذا النوع من الفنون في المناسبات الدينية والأفراح

اختيرت مدينة طرابلس كعاصمة للثقافة الإسلامية لعام، 2007 وهي التي بها العديد من المعالم الإسلامية، وعلى مرور عصور مختلفة، نشط في طرابلس تعليم العلوم الإسلامية، كما تزخر المدينة بالفنون التي تعكس الثقافة الإسلامية مثل فن المالوف «فن صوفي الأصل»، وكذلك فن المعمار الذي ترك الفتح الإسلامي والعهد العثماني لليبيا آثاره في مدينة طرابلس بمساجدها ومعالمها الإسلامية المختلفة، إلى جانب أن المدينة تقام بها عدد من المهرجانات السنوية، من أهمها مهرجان المالوف والموشحات الشعبية. وتخرج من طرابلس العديد من المطبوعات والمنشورات الثقافية والعلمية، كما أن بالمدينة عددًا من المراكز الثقافية المهمة، منها:
- مركز جهاد الليبيين للدراسات التاريخية
- السراي الحمراء «مجمع متاحف»
- مجمع الفتح الثقافي
- مدرسة الفنون والصنائع
- دار الفنون
- مسرح الكشاف
- فرق مسرحية
- كلية الفنون والإعلام, جامعة طرابلس
- معهد جمال الدين الميلادي للموسيقى
- مجمع اللغة العربية
- الدار العربية للكتاب
- مدرسة عثمان باشا

### الإعلام
من أوائل الصحف التي صدرت من طرابلس، صحيفة المرصاد التي نشرت لفترة محدودة بدءًا من نوفمبر 1910، ويوجد بطرابلس المقر الرسمي للتلفزيون والإذاعة الليبية، بعد ثورة 17 فبراير دخل الإعلام الليبي تجربة جديدة على صعيد الإعلام المرئي والمسموع والمقروء والإلكتروني، وتعد صحيفة عروس البحر أول الصحف الورقية الخاصة التي تأسست في طرابلس بعد سقوط حكم القذافي.

### المجتمع المدني
مجتمع المدني في ليبيا في ظل حقبة حكم القذافي (1969-2011) لم يكن متاحا بشكل حر ومستقل ومحكوم بقانون الجمعيات الأهلية، وتحت سيطرة اتحاد الجمعيات الأهلية، ولا يمنح هامشاَ للحرية له، وعدم استقلالية حركته، وربط العديد من نشاطاته بمؤسسة الدولة. وحصر في الأوساط الأكاديمية والنخبوية، فقط المنظمة الوحيدة التي كانت تقود ذلك الجدل ولسنوات عديدة كانت «مؤسسة القذافى للتنمية» بدون شراكه فعليه من مختلف الوسائط المجتمعية الليبية الأخرى
و بعد ثورة 17 فبراير 2011 انشأت المئات من الجمعيات الأهلية والخيرية.

## شخصيات من طرابلس
الترتيب وفق التسلسل الأبجدي:

حسن عريبي، أحد رموز طرابلس الثقافية

| - ابن الصغير الهاشمي (أديب وشاعر). - ابن منظور (أديب ومؤرخ وعالم باللغة والفقه، مؤلف كتاب لسان العرب). - المنيذر الأفريقي (أحد صحابة النبي محمد، أقام في طرابلس وتوفي فيها). - أبو بكر بلطيف (شخصية علمية وثقافية). - أحمد البهلول (عالم دين وشاعر). - أحمد الحريري (شاعر وكاتب وصحفي، ومن الشخصيات الثقافية المعروفة في ليبيا). - أحمد الفقيه حسن (شاعر، ومن الشخصيات الثقافية المعروفة في ليبيا). - أحمد المكني (عالم دين، تولّى الإفتاء في طرابلس) - إسماعيل الشتيوي (رجل أعمال). - حسن عريبي (موسيقي متخصص في المالوف والموشحات الإسلامية). - حسونة الدغيس (صحفي وسياسي). - خليفة التليسي (أديب وشاعر). - ردينة الفيلالي (شاعرة). - سالم المشاط (شخصية دينية). - سالم بن طاهر (شخصية دينية). - سليمان علي نشنوش (لاعب كرة سلة). | - عارف النايض (أكاديمي في مقارنة الأديان، سفير). - عبد الرحمن القلهود (عالم دين، تولّى الإفتاء في طرابلس). - محمود صبحي بن عبد السلام (عالم دين وشخصية وطنية تولى هيئة الإفتاء فترة معينة). - عبد الله الشعاب (شخصية دينية). - عبد المولى البغدادي (شاعر). - عبد الوهاب القيسي (شخصية دينية). - علي الرقيعي (شاعر). - علي أمين سيالة (عالم دين وشاعر). - علي صدقي عبد القادر (شاعر). - كامل حسن المقهور (كاتب وقاص ومستشار قانوني ودبلوماسي). - محمد بن علي الخروبي (عالم دين). - محمد بن مقيل (عالم دين، تولّى الإفتاء في طرابلس). - محمد عبد السلام أبو سنينة (أحد أبرز قرّاء القرآن برواية قالون عن نافع). - محمد كامل بن مصطفى (عالم دين، تولّى الإفتاء في ليبيا). |

## توأمة مع عواصم أخرى
- الجزائر (مدينة)، الجزائر
- سراييفو، البوسنة والهرسك (منذ 1976)
- بيروت، لبنان
- برازيليا ، البرازيل (منذ 2003)
- أنقرة، تركيا
- زليتن، ليبيا
- مدريد، إسبانيا
- أبوظبي، الإمارات العربية المتحدة
- تونس العاصمة
- الرباط، المغرب

## صور

ذات العماد التجارية
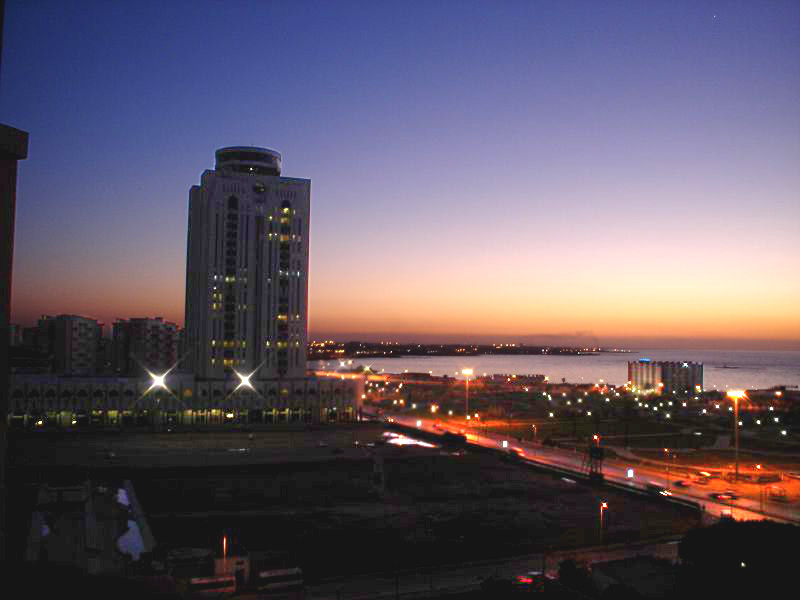
طرابلس ليلا
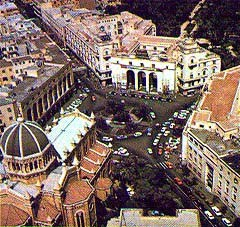
ميدان الجزائر "ميدان الكاتدرائية سابقا"

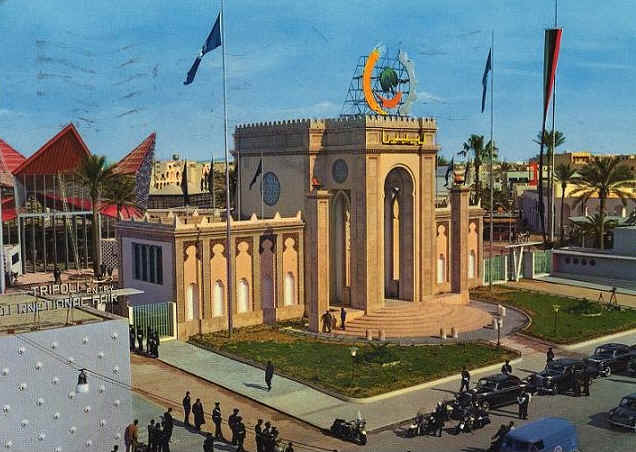
معرض طرابلس الدولي
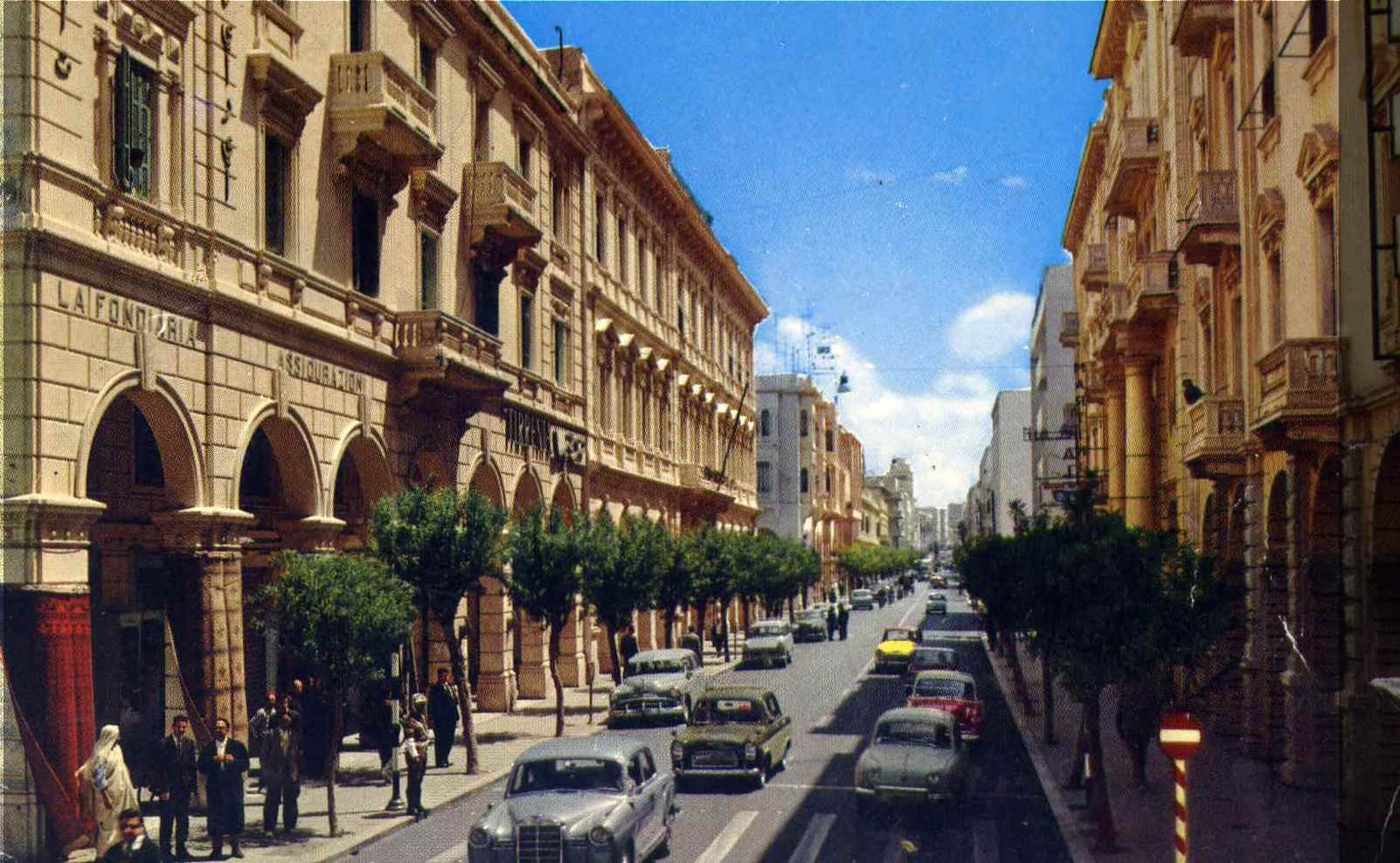
جادة امحمد المقريف في الستينيات
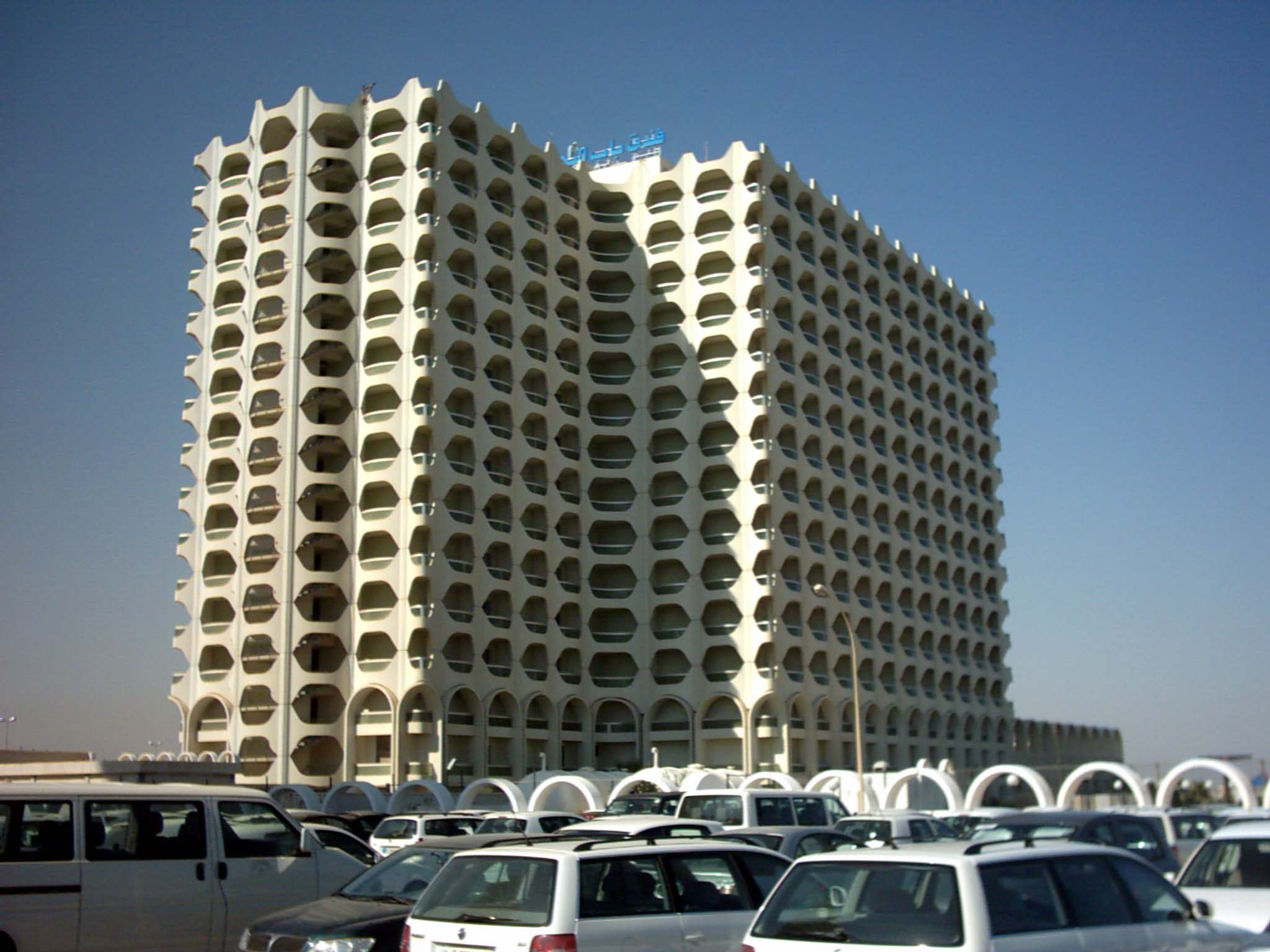
فندق باب البحر

خريطة عامة لطرابلس
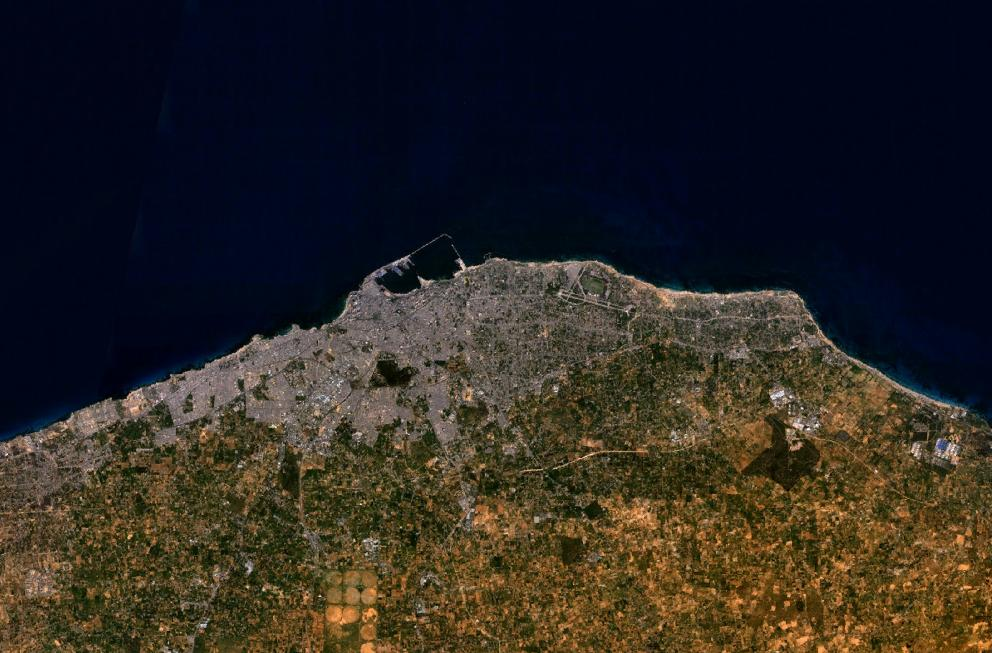
صورة جوية للمدينة
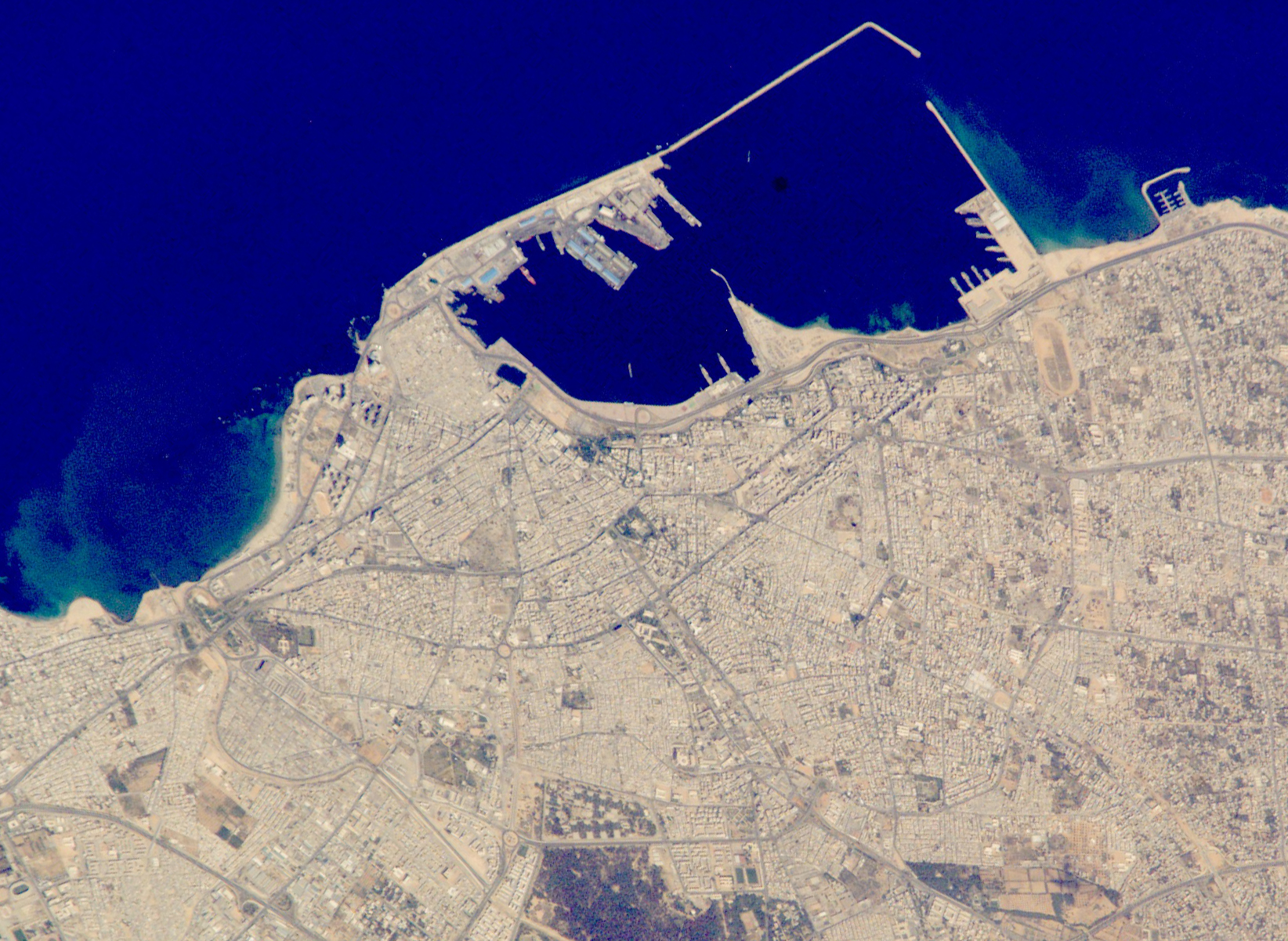
الإطلالة البحرية لطرابلس
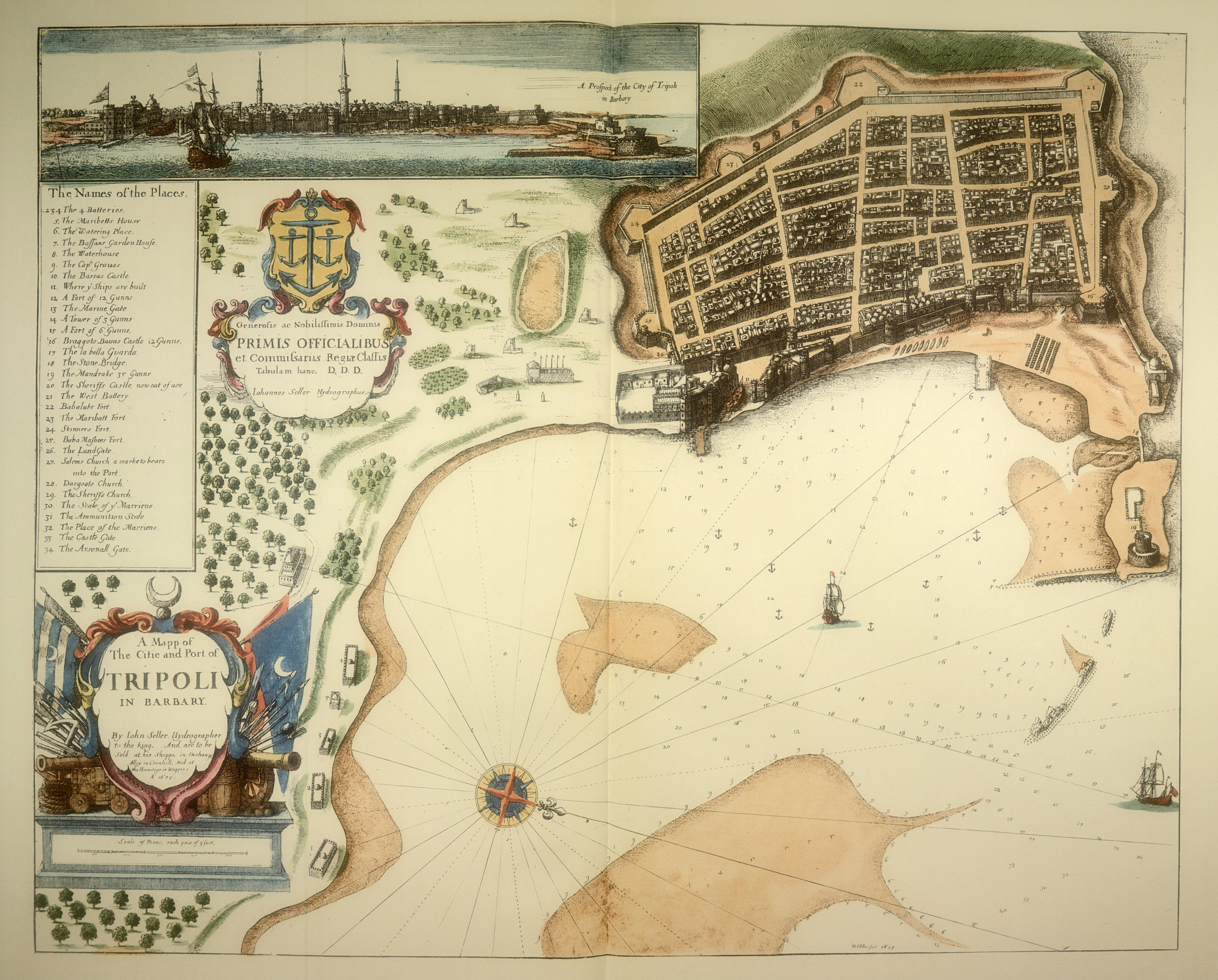
خريطة لطرابلس في القرن ال 17